# Eritrea
Eritrea, formellt Staten Eritrea, är en stat i Östafrika, vid Röda havet. Landet gränsar till Djibouti, Etiopien och Sudan. Huvudstaden är Asmara. 
Ungefär hälften av landets invånare tillhör tigrinjafolket, resterande del utgörs av ett flertal mindre folkgrupper. Ungefär hälften av befolkningen utövar islam och den andra hälften utövar kristendom. 
Området som i dag utgör Eritrea har varit bebott i åtminstone 10 000 år. År 1890 blev området en italiensk koloni, Italienska Eritrea. I början av 1950-talet avslutades kolonialstyret och området kom att hamna under etiopiskt styre, först som en delstat i en federation och senare som en provins. Efter ett trettio år långt befrielsekrig besegrade eritreanska upprorsgrupper år 1991 de etiopiska styrkorna och Eritrea fick sin självständighet från Etiopien erkänd den 24 maj 1993.
Inledningsvis gick landet mot demokrati men i samband med ett nytt krig mot Etiopien i slutet av 1990-talet drogs de demokratiska reformerna tillbaka. Landet har sedan självständigheten styrts enväldigt av en och samma president, Isaias Afewerki, som har tillförsäkrat sig även den lagstiftande makten och makten över domstolarna. 
Eritreas ekonomi är en planekonomi och är starkt beroende av den eritreanska diasporan för att fungera. Dels skickar diasporan pengar till anhöriga i Eritrea men de betalar även en två-procents skatt till staten, många gånger under hot om repressalier mot familjemedlemmar som är kvar i landet. Jordbruket, som var väl utvecklat under kolonialtiden förstördes under självständighetskriget. Nästan 80 procent av befolkningen är beroende av jordbruket för sin försörjning. 
Under mitten av 2010-talet ledde många år av obligatorisk militärtjänstgöring, arbetslöshet, tortyr, mord och förföljelse till migrationsvågor till grannländerna och till Europa.

## Namn
Namnet Eritrea kommer från den grekiska benämningen för Röda havet, Erythra thalassa.

## Historia
Synen på Eritreas äldre historia har varit viktig i den nationalistiska stridsfrågan. Etiopiska historiker har hävdat att Eritrea varit en del av Etiopien i 2 000 år, en syn som inte delades av självständighetsrörelsen i Eritrea.

### Tidig historia

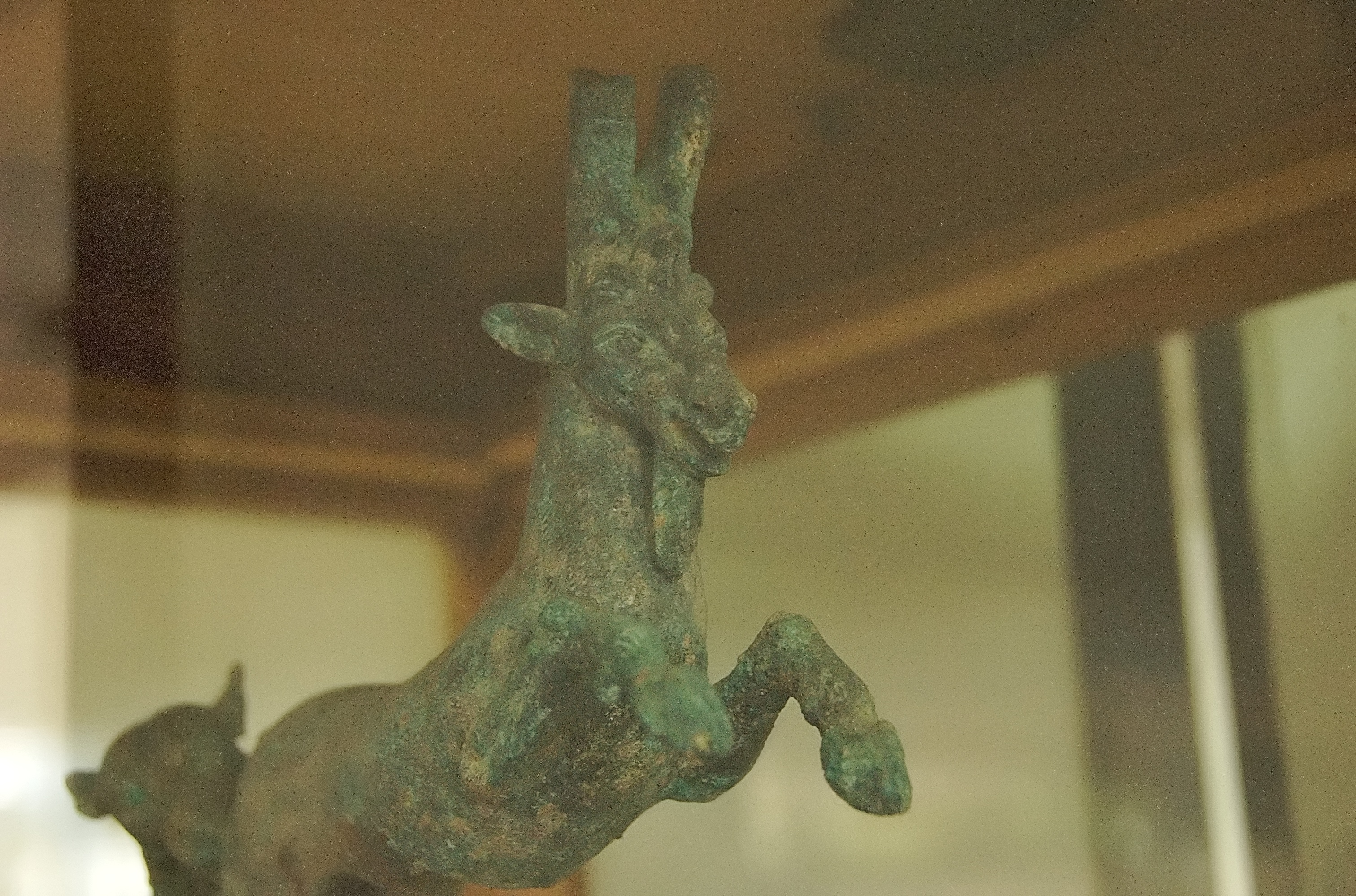
Ett flera tusen år gammalt fynd från Matara i Eritrea som avbildar en Capra Ibex, från kungariket D'mt.

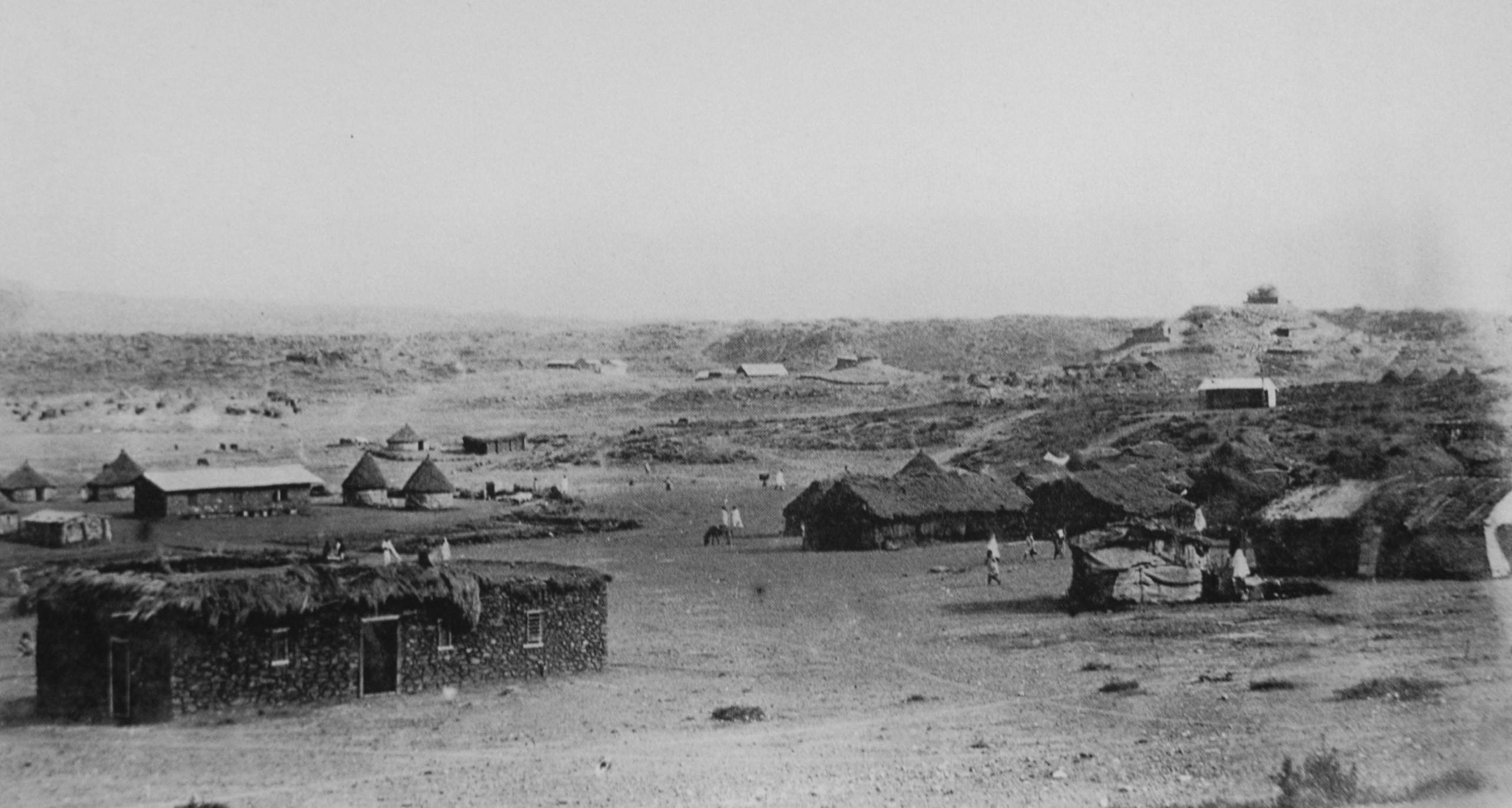
En by nära Asmara år 1890

De tidigaste fynden från jordbrukarsamhällen i området är från cirka 8000 f.Kr., och fynden tyder på nära förbindelser med civilisationerna i Nildalen. Områdets invånare bestod av de två nilotiska folken kunama och nara. Flera av de idag erkända folkgrupperna i Eritrea var de första att bo i området. Ruiner utanför Asmara och på andra delar av höglandsplatån härrör från stenbyggnader och städer i Eritrea som tros ha tillhört ett kungadöme vid namn D'mt (inte att förväxlas med det medeltida riket Damot), som hade sin huvudstad i vad som nu är norra Etiopien. Omkring 300 f.Kr. omdirigerades handelsvägar österut för lättare tillgång till hamnar längs kusten, och Dʾmt ersattes efter detta av ett antal mindre stadsstater.
D'mt blev så småningom överskuggat av ett annat rike vid namn Aksum (alternativ stavning Axum) som uppstod cirka 300 f.Kr. Detta rike omfattade nuvarande Eritrea och delar av norra Etiopien. Kungahuset härstammade från kejsar Ménélik I, son till kung Salomo av Israel och drottning Makeda av Saba. Aksum var huvudsakligen ett judiskt kungarike tills landet blev det första att anamma den då nya semitiska religionen – kristendomen. Religionen kom till Aksum redan under 300-talet. Det första klostret i Debre Sina byggdes under 400-talet och är ett av de första kristna klostren i Afrika och världen.
1137 till 1879 e.Kr. styrdes mycket av de centrala delarna av det nuvarande eritreanska höglandet av det kristna kungariket Medri Bahri (havets land). Riket styrdes av en Bahri Negus eller Bahri Negash (havets kung) som ofta växlade sina allianser mellan de andra kristna abessinska rikena och deras kringliggande muslimska rivaler. Låg- och höglandsbefolkningen låg ofta i fejd med varandra om makt och inflytande, där olika riken eller dynastier löpande försökte inta och ena hela regionen.
År 1577 tog det turkiska Osmanska riket kontrollen över hamnstaden Massawa och en del av kusten. Turkarna försökte upprepade gånger nå det kristna höglandet och överta Medri Bahris dåvarande huvudstad Debarwa, dock utan framgång. Dock blev hamnstaden en turkisk besittning som de hade handelsförbindelser med fram till och med 1800-talet.

### Kolonialtiden

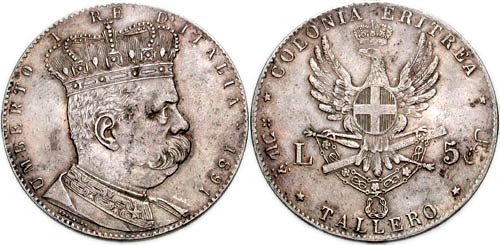
Eritreanskt mynt från den italienska kolonialperioden.

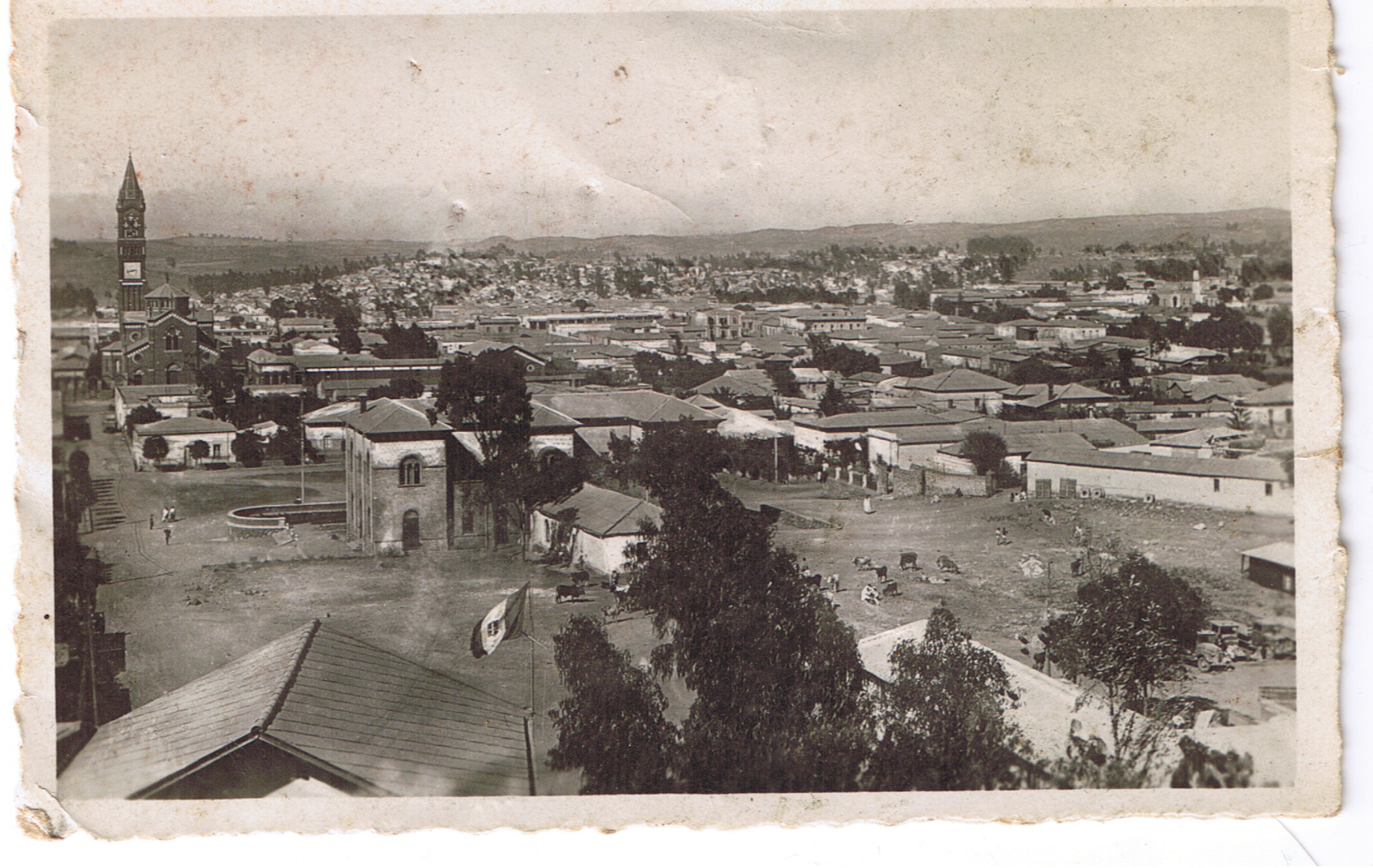
Asmara år 1935

Under slutet på 1800-talet började de europeiska makterna dela upp Afrika mellan sig. Efter Suezkanalens öppnande kom det italienska rederibolaget Rubattino till södra Eritrea och köpte en bit land runt byn Assab. Bolaget ville bygga en hamn längs vad som skulle bli en av världens viktigaste sjöfartsleder, till gagn for hela världens (men främst Italiens) handelsflottor. Italien köpte senare bolaget Rubattinos besittningar i området. Därefter expanderade italienarna sina besittningar längs hela Eritreas kust. År 1885 hissades den italienska flaggan i staden Massawa, en åtgärd som stöddes av britterna. Detta var det första steget i ett försök av Storbritannien att stävja Frankrikes ambitioner vid Röda havet. Året innan räddade den Abessinska armén den egyptiska armén från att förintas i Sudan. Britterna bad kejsaren rädda deras egyptiska undersåtar och gick med på att lämna över staden Massawa till Abessinien, ett avtal britterna sedan svek. Åren 1887 till 1889 stod flera mindre slag mellan italienarna och abessinierna.
Precis när kejsaren var beredd att anfalla italienarna, kom nyheter om en sudanesisk attack längre söderut. Kejsaren beordrade en av arméerna att möta fienderna vilket slutade i ett nederlag. I all hast begav sig Yohannes IV söderut med planer att ta hand om italienarna vid ett senare tillfälle, men kejsaren dog under striderna med sudaneserna. Den nya kejsaren Menelik II, en rival till Yohannes IV, tillät italienarna år 1889 att kontrollera de områden i norra Etiopien som motsvarar dagens Eritrea.
Området som idag utgör Eritrea blev den 1 januari 1890 en italiensk koloni, Italienska Eritrea. Italien drev från år 1890 en aggressiv expansionspolitik i Eritrea. Italien uppmuntrade italienska kolonialister att bosätta sig i landet med syftet att skapa ett italienskt imperium med Asmara som huvudstad. Italienska blev officiellt språk. År 1941 hade Eritrea omkring 760 000 invånare varav 70 000 italienska kolonialister. Efter att Storbritannien hade tvingat bort italienska styrkor från Afrikas horn hamnade kolonin år 1941 under brittisk administration.

### Etiopiskt styre
De tidigare italienska kolonierna Libyen och Italienska Somaliland hade erhållit självständighet och därför bedömde FN att även Italienska Eritrea skulle bli självständigt, en bedömning som även Sovjetunionen delade. Etiopien, som saknade hamnar och ville göra anspråk på Eritreas, sökte stöd hos de allierade för en förening av Etiopien och Eritrea. Etiopien hänvisade till att Eritrea historiskt tillhört Etiopien. Etiopien invaderades sedan av Italien år 1935 och ansågs därför vara "fascismens första offer". I ett försök att kompensera för detta föreslog därför USA och Storbritannien en kompromiss, där Eritrea skulle införlivas i Etiopien och "...utgöra en självständig enhet, i federation med Etiopien under etiopiska kronans överhöghet."
Till följd av påtryckningarna uttryckte Förenta nationerna år 1950 en önskan att förena Eritrea och Etiopien inom två år. Med början år 1952 ingick Eritrea i en federation med Etiopien. Under federationen påbörjades en undertryckning av den eritreanska kulturen. År 1961 utbröt väpnat motstånd mot den etiopiska närvaron som kom att leda till ett 30 år långt krig. År 1962 upplöstes federationen och Eritrea blev Etiopiens fjortonde provins. Självständighetskriget fortsatte även efter att den etiopiske kejsaren ersattes 1974 med ett militärråd.
Mot slutet av det kalla kriget avslutade Sovjetunionen sin uppbackning av den kommunistiska regeringen i Addis Abeba som mötte motstånd både i Eritrea och på hemmafronten under det etiopiska inbördeskriget. President Mengistu Haile Mariam störtades i maj 1991 och det eritreanska självständighetskriget avslutades. År 1993 hölls en folkomröstning i Eritrea angående landets självständighet och segern för ja-sidan var överväldigande.

### Självständighet

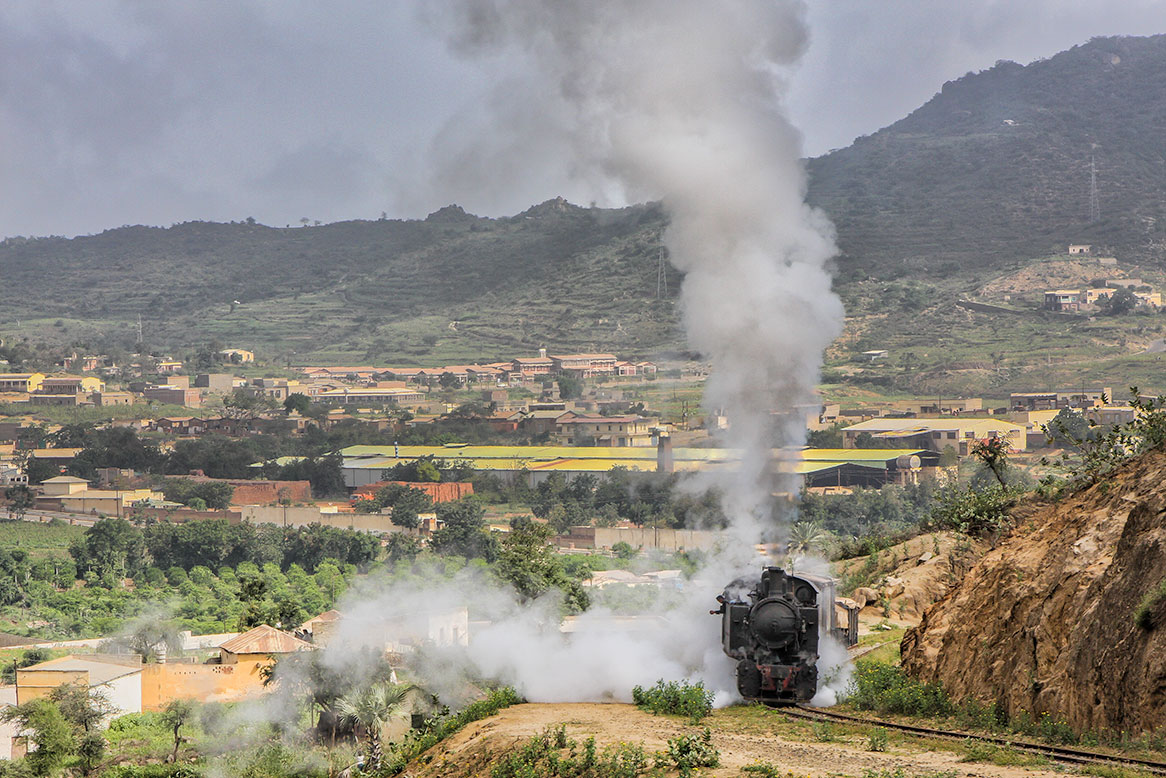
Tåg som körs på den eritreanska järnvägen på landsbygden utanför Asmara.

Tiden sedan självständigheten 1993 har kommit att präglas av krig, diktatur och fattigdom.
I samband med självständigheten utvecklades landet till att börja med åt ett demokratiskt håll. Fri press tilläts och ett parlament med delvis folkvalda ledamöter introducerades. En konstitution antogs. Men under kriget med Etiopien åren 1998 till 2000 ändrades detta och reformerna drogs tillbaka. Det enda allmänna val som hållits till parlamentet hölls den 8 juni 1993, strax efter självständigheten. Parlamentet valde därefter presidenten. Val till Eritreas nationalförsamling skulle hållas 1997, men sköts på grund av kriget med Etiopien först upp till år 2001. År 2001 sköts det upp igen och hittills har inget parlamentsval hållits i landet sedan självständigheten.
Den sittande presidenten har uttryckt sitt missnöje med den västinfluerade demokratin och meddelade år 2008 att han inte planerade att hålla val de kommande 30 till 40 åren. Lokala val har däremot hållits, senast år 2003, rapporterade FN år 2016. En vallag finns sedan år 2002.
År 1998 bröt ett krig ut mot Etiopien, kriget pågick I två år, till år 2000. Det dröjde till år 2007 innan de nya gränsdragningarna klara. Även om kriget officiellt avslutades så följde ett kallt krig mellan länderna fram till år 2018, när en ny etiopisk premiärminister, som accepterade 2007 års gränser, tillträdde. Fredsavtal skrevs då mellan länderna och samma år lyftes FN:s nio år långa vapenembargo mot Eritrea. Därefter har relationerna mellan Eritrea och de närliggande staterna i regionen förbättrats. Bland annat har transport och handel ökat.

## Geografi

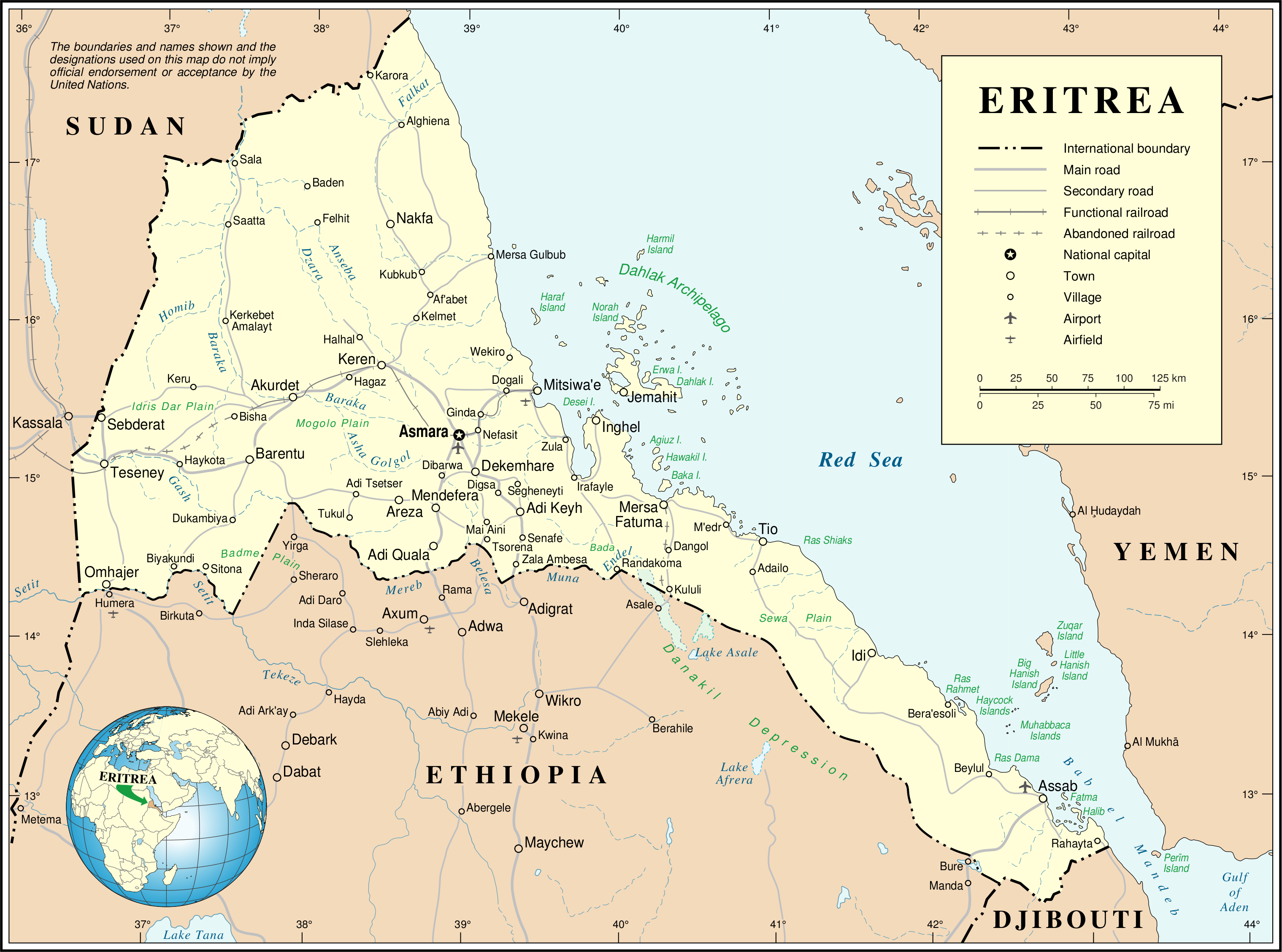
Karta över Eritrea.

Eritrea ligger Östra Afrika. Landet sträcker sig drygt 100 mil längs Röda havet och är till ytan drygt en fjärdedel så stort som Sverige.

### Topografi

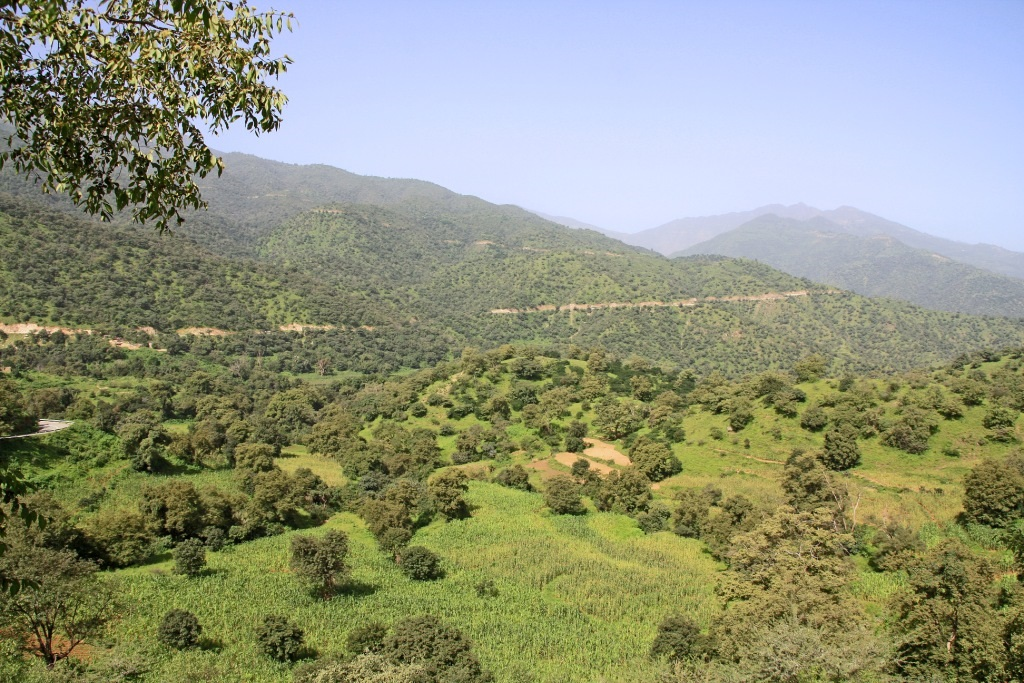
Naturområde i Eritrea i närheten av "vägen till Massawa" (Road to Massawa).

Eritrea kan delas in i tre ekoregioner. Det svalare, mer bördiga höglandet består av en varierad miljö. Miljön här varierar från subtropisk regnskog kring Filfil Solomona till det södra höglandets branta klippor och kanjoner. Öster om höglandet ligger den varma, torra kustnära slätten, som sträcker sig ner till den sydöstra delen av landet.
Eritrea består även av ett smalt lågland vid kusten, som i sydöst är ökenartat (Danakilöknen i Afartriangeln). Landets lägsta punkt, 75 meter under havet, ligger i detta område nära byn Kulul i Danakil-depressionen. Landet omfattar även cirka 350 öar, där de viktigaste ö-grupperna är Dahlak-arkipelagen och Hanish-öarna.

### Hydrografi
Det finns fyra stora floder och många bäckar som flyter längs Eritreas högland. Floderna Gash (även kallad Mereb) och Tekezē (även kallad Satit) flyter västerut och vidare in i Sudan. Tekezē-floden är en viktig biflod till Atbarafloden, en flod som ansluter till Nilen. Under översvämningsperioderna når även floden Gash till Atbarafloden. Tekezēfloden utgör en del av den eritreansk-etiopiska gränsen och den övre delen av Gash-floden utgör en gräns mot platån.
På Eritreas högland återfinns floderna Baraka och Anseba. Floderna flyter in i Sudan genom landets östra delar men når aldrig Röda havet utan slutar i ett sumpigt område. Bäckarna i landet är i huvudsak säsongsbetonade och rinner österut och mynnar ut i havet på den eritreanska kusten.

### Klimat

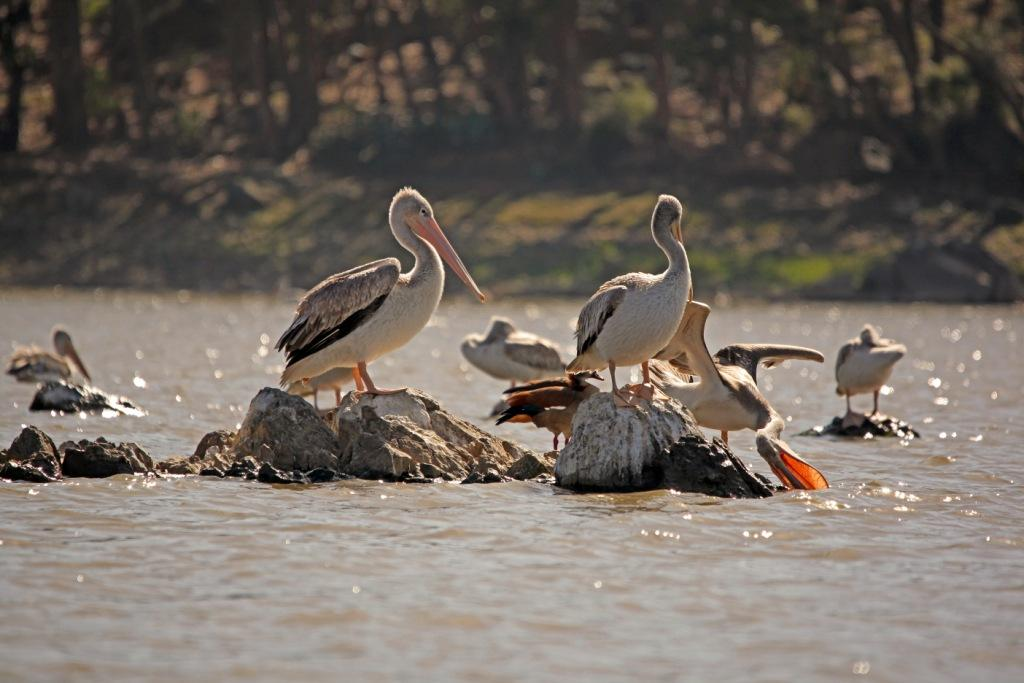
Pelikaner i sjö vid Maisirwa utanför Asmara.

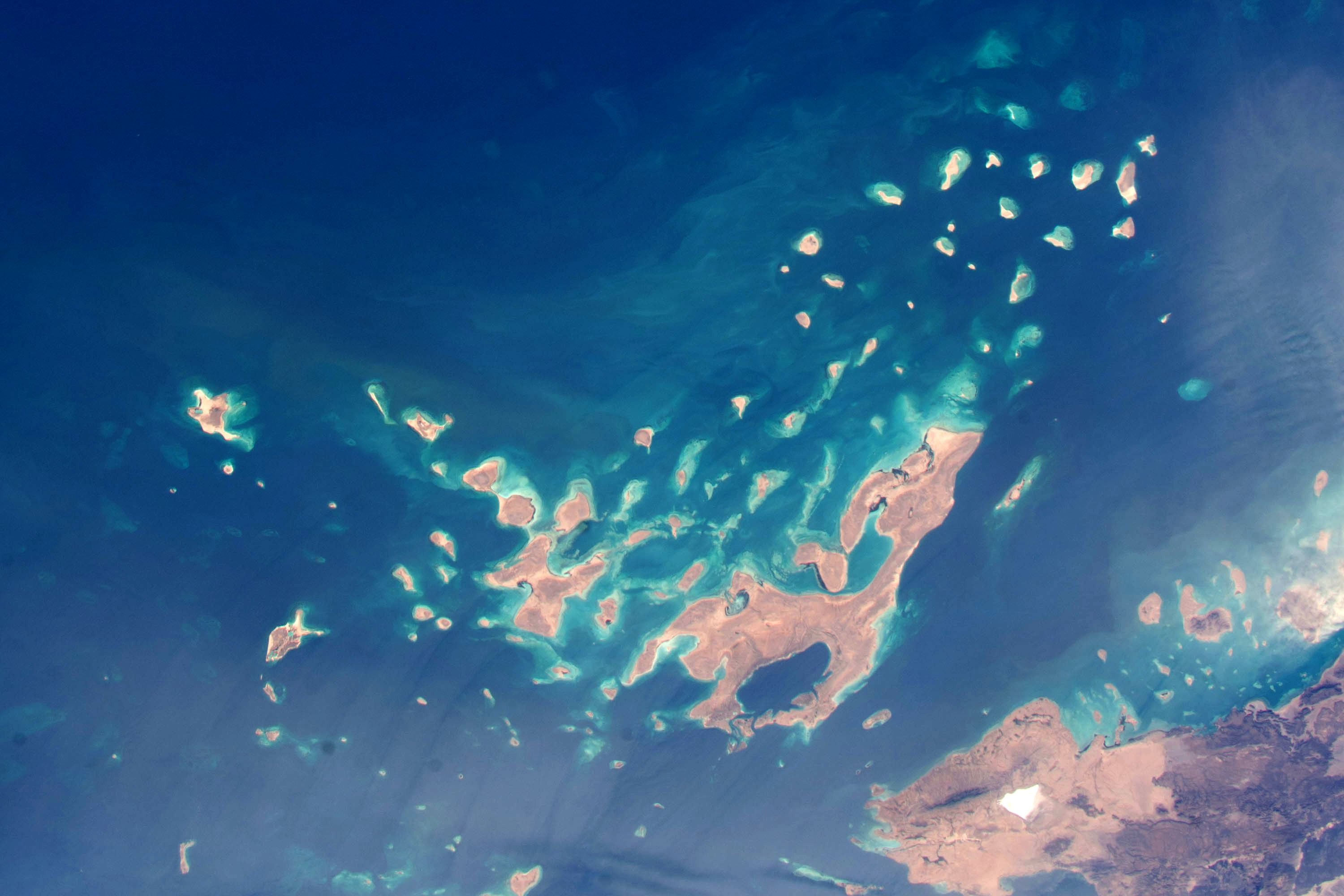
Dahlak-arkipelagen sett från internationell rymdstation.

Baserat på variationer i temperatur kan Eritrea delas upp i tre stora klimatzoner: Främst den subtropiska klimatzonen och den tropiska klimatzonen, men i vissa områden även den tempererade klimatzonen.
Klimatet i Eritrea formas av dess olika topografiska drag (höjdskillnader). Mångfalden i landskap och topografi i högländerna och låglandet resulterar i klimatvariationer över hela landet. Låglandet har en medeltemperatur på 30⁰ C men temperaturen kan stiga upp mot 50⁰ C medan höglandet har en medeltemperatur på 16⁰ C. Fördelningen av nederbörd och vegetationstyper varierar också markant över hela landet. I låglandet regnar det högst sporadiskt eller nästan inte alls. I höglandet däremot faller cirka 570 mm regn per år, mest under perioden juli till augusti.

### Växt- och djurliv
Längs kusten finns ett ökenområde där växtligheten består av olika låga gräsarter och tamarisker. I de oexploaterade delarna av de norra och nordvästra högländerna växer exempelvis kossoträd, brun oliv (Oʹlea africaʹna), enen Juniperus procera, den strävbladiga Cordia africana samt busk- och kandelaberformiga euforbior. På högre höjder finns fackelliljor och trädartad ljung.
Eritrea har ett rikt djurliv. I landet lever bland annat över 500 fågelarter. Landets djurliv är anpassat efter områdets torra miljöer. Mantelbabian, karakal, guldschakal och de sällsynta hyenorna strimmig och fläckig hyena är däggdjur som återfinns bland de 100-talet däggdjursarterna i landet. Bland hovdjur återfinns exempelvis den sällsynta afrikanska vildåsnan, oryx och Sömmerings gasell.

### Miljöproblem och naturskydd
År 2022 är ett av Eritreas miljöproblem avskogning med åtföljande jorderosion, såsom ökenspridning och överbetning.
År 2001 skrev Eritrea i en officiell rapport att man oroades över hur klimathotet skulle komma att påverka landet. Denna oro beträffade i synnerhet kustremsan, eftersom man här ville bedriva turism och jordbruk. År 2006 tillkännagav Eritrea att man ville bli det första landet i världen som förvandlade hela kusten till en miljöskyddad zon. Fastlandets kustlinje på 1 347 km, tillsammans med ytterligare 1 946 km kust runt dess mer än 350 öar, skulle omfattas av statligt skydd. Programmet, kallat Eritrea Coastal Marine and Island Biodiversity Conservation Project, skulle finansieras av FN:s utvecklingsprogram (UNDP). År 2011 tog UNDP fram en plan för hur projektet skulle utvecklas och att det skulle vara slutfört i juli 2017 och omfatta 190 770 hektar. Projektet beräknades kosta 10,5 miljoner dollar. År 2020 uppgav UNDP att cirka 14 000 hektar marina och terrestra livsmiljöer var under strikt skydd.

## Styre och politik

### Författning och styre
Eritrea är en presidentiell republik och den verkställande makten ligger hos Eritreas president. Sedan självständigheten 1993 är Isaias Afewerki, partiledare för Folkets front för demokrati och rättvisa, president. Presidentval skulle hållas 1997 men sköts upp och har hittills aldrig hållits.
Flerpartisystem garanteras i konstitutionen, som ratificerades 1997. Den har dock ännu inte implementerats. Enligt konstitutionen ska presidenten väljas av Eritreas nationalförsamling för högst två femåriga mandatperioder i rad. Presidenten har stor makt och är bland annat talman i nationalförsamlingen. I maj 2014 deklarerade landets president att en ny konstitution skulle införas. Någon ytterligare information fanns inte, rapporterade FN:s kommission för mänskliga rättigheter 2016.

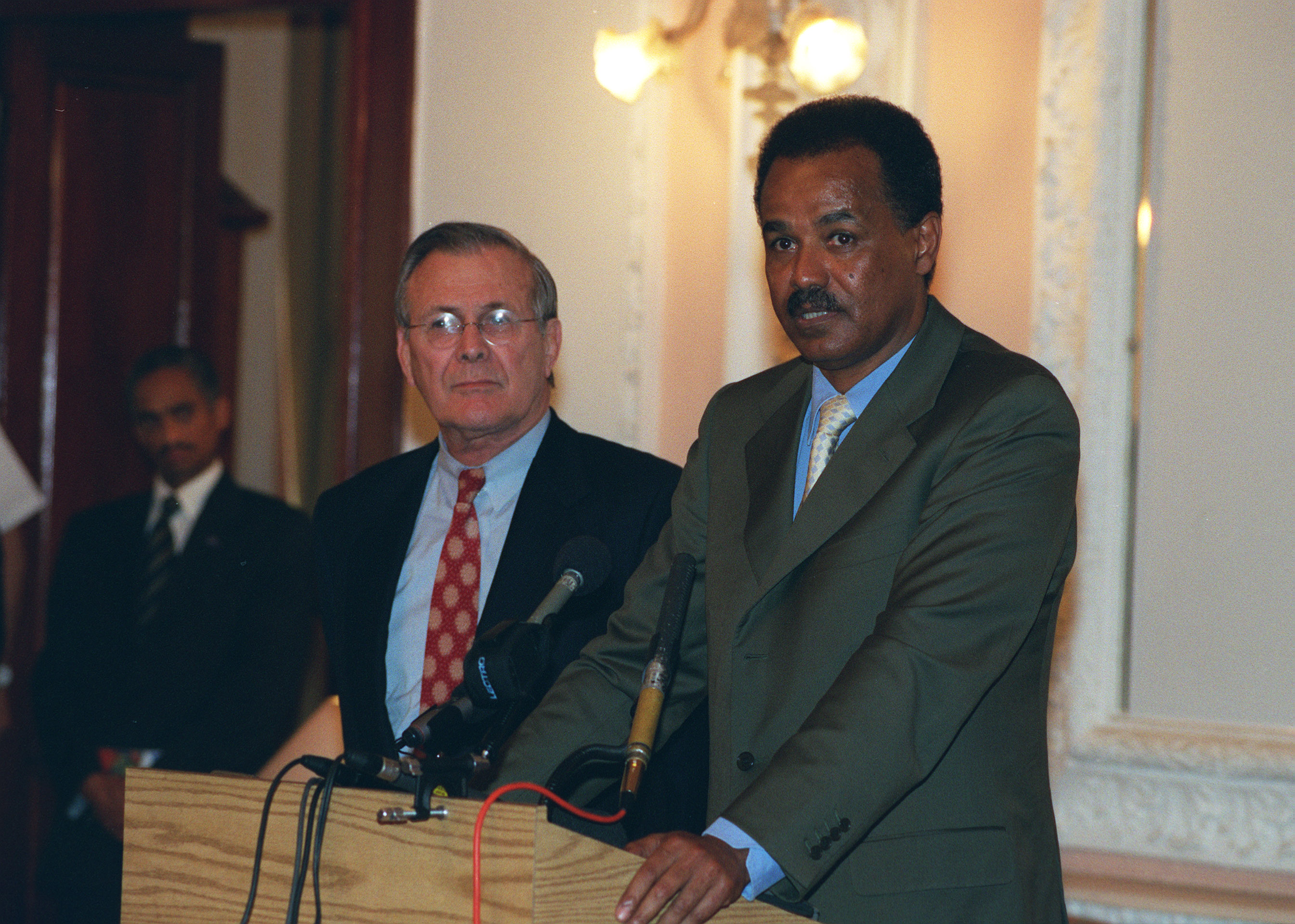
President Isaias Afewerki i möte med Donald Rumsfeld, December 2002

Det enda tillåtna partiet är Folkets front för demokrati och rättvisa som också är det enda parti som sitter i Nationalförsamlingen. Nationalförsamlingen har inte sammanträtt sedan 2002 och flera ledamöter är fängslade eller befinner sig i exil. Den lagstiftande makten ligger sedan dess hos president Afewerki.

### Administrativ indelning
Eritrea är indelat i sex regioner (zoba): Maakel (Centrala regionen), Debub (Södra regionen), Anseba, Debubawi Keyih Bahri (södra Rödahavsregionen), Semenawi Keyih Bahri (norra Rödahavsregionen) och Gash-Barka. Huvudstaden Asmara ligger i regionen Maakel. Regionerna är i sin tur indelade i totalt 55 distrikt. 
Det finns en typ av regionala församlingar (regional assemblies) i de sex eritreanska regionerna. Eritreas informationsdepartement uppger att församlingarnas uppgift är att sätta upp budgetar för lokala initiativ samt att vara lyhörda för lokalbefolkningens problem. Med lokala initiativ avses exempelvis olika kulturella evenemang, infrastrukturprojekt som vägbyggen eller trädplantering. Departementet uppger att församlingarna avhåller minst ett reguljärt möte per år.
Der senaste regionala valet hölls år 2003. De val som hållits har varit noggrant styrda av regeringspartiet PDFJ, vars kandidater är de enda som fått ställa upp. Valen har därför inte varit meningsfulla för väljarna. När 15 medlemmar från de regionala församlingarna år 2001 skrev ett gemensamt brev med klagomål till presidenten blev följden att elva av dessa arresterades och ett större antal oppositionella arresterades också i samband med detta. I praktiken styrs landet enväldigt av den sittande presidenten och en krets av informella rådgivare. Meningsmotståndare fängslas.

### Rättsväsen
Rättsväsendet består av Högsta domstolen, vars domare utses av presidenten, samt regionala domstolar, gemenskapsdomstolar, särskilda domstolar, shariadomstolar (för familjeärenden) samt militärdomstolar.
Rättsväsendet är under extrem press från regeringen, som ofta direkt blandar sig i rättegångar. Exempelvis arresterades presidenten för Högsta domstolen år 2001 sedan denne kritiserat regeringens inskränkning av domstolens oberoende. Lagsystemet är mycket blandat och innehåller också lagar från före självständigheten.
Eritreas fängelser hade 2009 länge varit kritiserade för inhuman behandling av fångar, och tortyr rapporteras vara vanligt förekommande. Den 8 november 1999 blev Eritrea medlem i Interpol.

### Internationella relationer

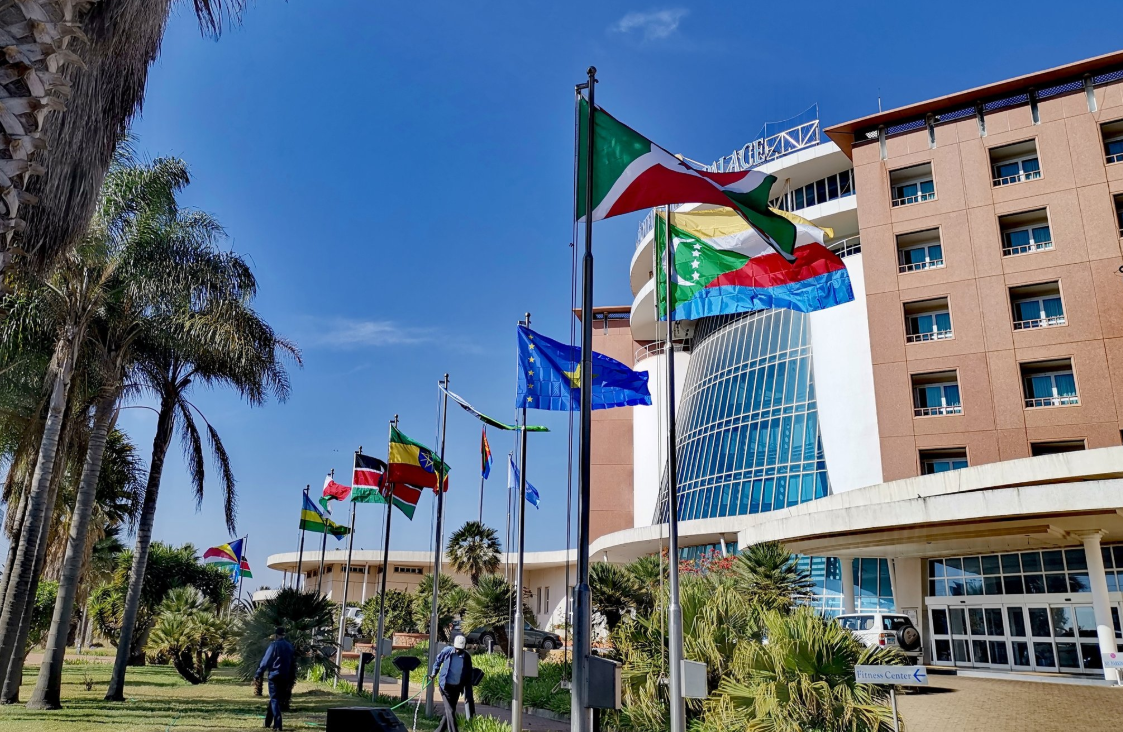
23:e ISCOE Östafrikanska konferens 2019 i huvudstaden Asmara

Eritrea är medlemsland i Förenta nationerna sedan 28 maj 1993, och är även medlem i de mest centrala FN-organen. Det finns viss samverkan med Världsbanken, EU och enskilda EU-länder, men varken nationella eller internationella icke-statliga organisationer tillåts verka i landet.
År 2009 beslutade FN:s säkerhetsråd att införa sanktioner mot Eritrea då landet anklagades för att stödja rebellgrupper i Somalia. Sanktionerna lyftes år 2018 efter att relationerna mellan Eritrea och grannländerna Etiopien och Djibouti förbättrats. FN-organet UNHCR yrkade år 2016 på att FN:s säkerhetsråd skulle hänskjuta en utredning gällande brott mot mänskliga rättigheter, begångna av representanter för den eritreanska regeringen, till Internationella brottmålsdomstolen, ICC. Senare under året ändrade sig UNHCR efter att USA och Kina opponerat sig mot detta och istället byttes yrkandet mot den luddiga hänvisningen att berörda FN-organ uppmanades vidta lämpliga åtgärder.
Eritrea är även medlem i samarbetsorganet IGAD tillsammans med Djibouti, Somalia, Kenya, Etiopien, Sudan och Uganda. Eritrea valde att suspendera medlemskapet år 2007. I juli 2011 återaktiverade Eritrea medlemskapet, men IGAD tillät inte landet att delta. Per år 2018 var Eritrea fortsatt bannlysta från möten med IGAD.
År 2009 suspenderade Eritrea även sitt medlemskap i Afrikanska unionen (AU) efter att AU yrkat på sanktioner mot Eritrea och anklagat landet för att stötta islamistiska grupper i Somalia. Landet har sedan dess, med början år 2011, arbetat på att normalisera sin relation till organisationen.
Under början av 2020-talet införde USA flera sanktioner riktade mot eritreansk militär och eritreanska företrädare, bland annat med anledning av de massaker och våldtäkter som soldater ska ha utfört i Tigray i Norra Etiopien.
Eritrea är observatörsland i Arabförbundet tillsammans med Brasilien, Venezuela, Indien och Turkiet.

#### Övriga medlemskap och samarbeten
Därutöver är Eritrea medlem i Organisation of African, Carribiean and Pacific States (ACP), G-77, International Bank for Reconstruction and Development (IBRD), International Development Association (IDA), International Federation for Choral Music, Röda Korset (observatör), Internationella standardiseringsorganisationen, Internationella fackliga samorganisationen, Multilateral Investment Guarantee Agency (MIGA), Non-Aligned Movement (NAM), Public Company Accounting Oversight Board, Världspostföreningen, World Customs Organization (WCO) och World Federation of Trade (WFTU).

### Försvar
Eritrea har en av Afrikas största arméer. Eritrea har världens 16:e största krigsvagnsflotta med 1 756 stridsvagnar (år 2023). De eritreanska försvarsstyrkorna består av arme med markstyrkor, ett flygvapen (inklusive luftförsvarsstyrkan), marin med flotta. Militärtjänstgöring är obligatorisk för både män och kvinnor och försvaret består därför av hälften män och hälften kvinnor. Utgifterna för försvaret låg mellan 2013 och 2017 på cirka fem procent av BNP.

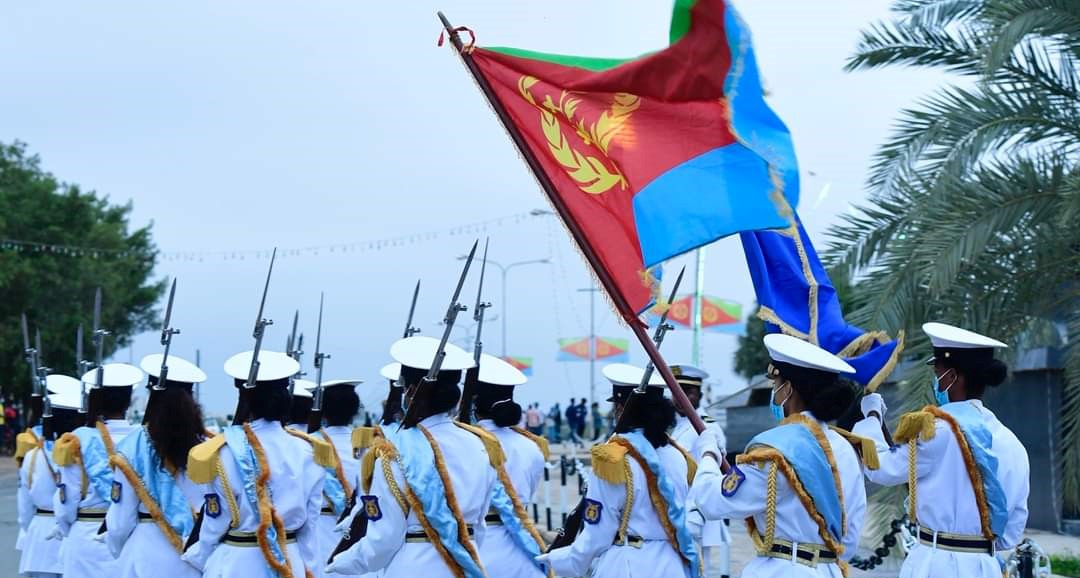
Eritreanska marinen under en ceremoni

Män i åldern 18–40 år och kvinnor i åldern 18–27 år har värnplikt på 18 månader vilket inkluderar 4–6 månaders militär utbildning och ett års militär- eller annan nationell tjänstgöring (militärtjänstgöring är vanligast). Kvinnor och män mellan 18 och 40 år kan även göra frivillig militärtjänstgöring.
I praktiken förlängs militärtjänsten enligt uppgift ofta på obestämd tid. Eritrea anslöt sig till Organisationen för förbud mot kemiska vapen år 2000 och har permanent representation vid organisationens kontor i Nederländerna.

#### Warsai-Yekalo
Den nuvarande eritreanska regeringens första utvecklingsprojekt var den så kallade Warsai-Yekalo-kampanjen som gick ut på att både män och kvinnor skulle göra militärtjänst och att de inom denna skulle bidra till landets återuppbyggnad genom att utgöra gratis arbetskraft för staten. Det innebar att de arbetade utan någon annan ersättning än den försörjning som tillkommer de som gör militärtjänst. 
Dessa oftast unga eritreaner arbetade bland annat med reparationer och byggande av infrastrukturen, vattendammar, trädterrasser, storskaliga jordbruk, skolor och sjukhus. Genom detta ville man säkra landets matförsörjning på sikt, samt locka utländska investeringar och turism. Amerikanska CIA menar dock istället att den stora andelen av arbetskraften som är bunden i militärtjänsten stör jordbruksproduktionen och den ekonomiska utvecklingen.

## Ekonomi och infrastruktur

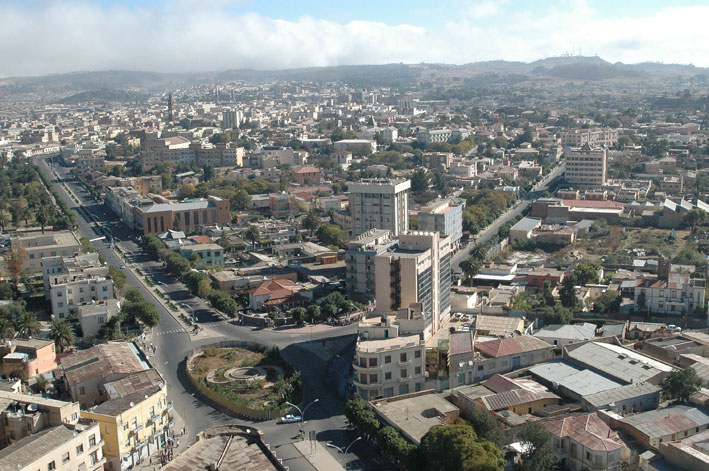
Huvudstaden Asmara

Eritrea har en planekonomi som styrs av det enda politiska partiet. Sedan självständigheten 1993 har Eritrea ställts inför många ekonomiska problem, inklusive brist på ekonomiska resurser och kronisk torka. I slutet av 2015 införde Eritreas regering en ny valuta, nakfa, och begränsade mängden kontanter som privatpersoner kunde ta ut från landets banker varje månad. Övergången resulterade i valutafluktuationer.
I mitten av 1990-talet påbörjade Eritrea ett självförsörjningsprogram. Syftet var, enligt den Eritreanska regeringen, att bli helt självförsörjande. Detta genom att skapa investeringspartnerskap med andra nationer. Landet fortsatte dock att ta emot stöd från bland annat FN, även om uttalanden från den eritreanska presidenten varit kritiska mot just utländskt bistånd.
Eritreas stora diaspora har varit en källa till viktiga remitteringar, finansierat dess krig för självständighet och bidragit med 30 % av landets BNP årligen sedan landet blev självständigt och fram till år 2022. Eritreanska medborgare bosatta utomlands är skyldiga att betala två procent av sin bruttoinkomst till den eritreanska staten för att kunna få till exempel ett eritreanskt pass. Migrationsverket skrev 2021 att anhöriga i Eritrea utnyttjats i utpressningssyfte för att få in skatten. Intäkterna har använts för att finansiera militären samt destabilisera Afrikas horn.
Eritrea är medlem i Internationella valutafonden men har fram till år 2022 inte mottagit något ekonomiskt stöd från organisationen.

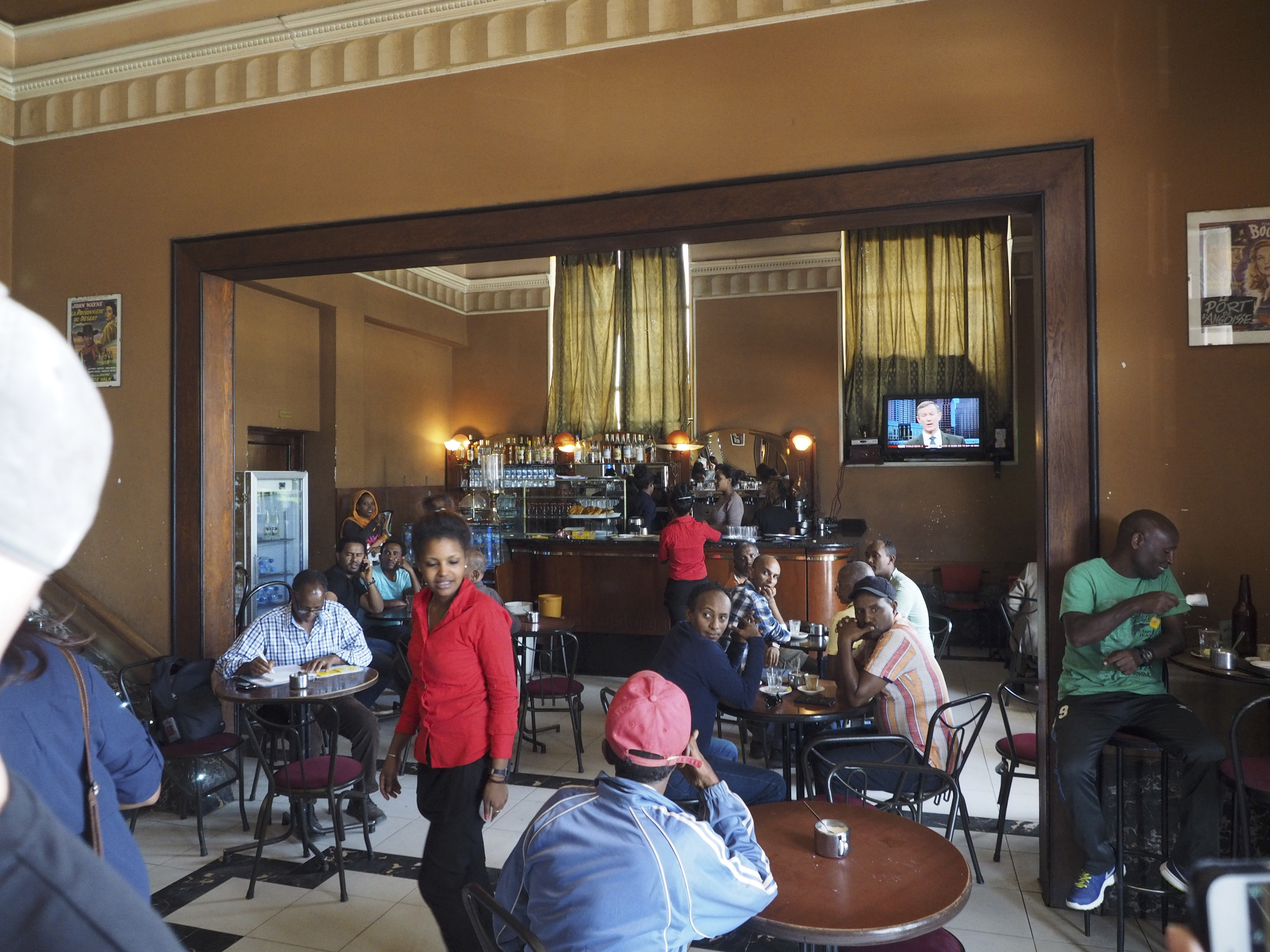
Baren och cafét i biografen "Cinema Roma" i Asmara

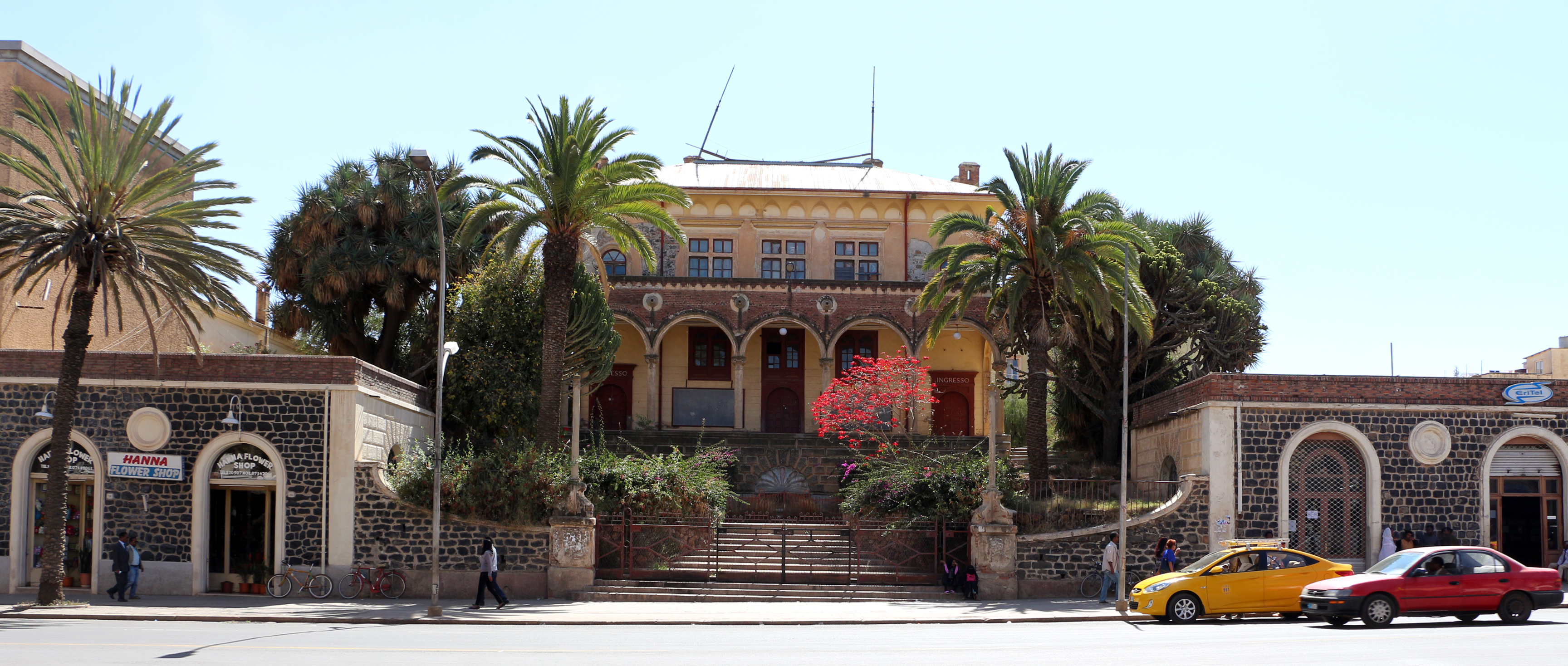
Asmaras operahus.

### Näringsliv
| Sektor   | Andel av BNP  | Andel av arbetskraften |
| -------- | ------------- | ---------------------- |
| Jordbruk | 11,7 % (2017) | 80 % (2007)            |
| Industri | 28,6 % (2017) | 20 % (2007)            |
| Service  | 58,7 % (2017) | 20 % (2007)            |

#### Jordbruk
Under 1900-talets första hälft var jordbruket huvudnäring i inlandet, men var drabbat av upprepade torkkatastrofer. Boskapsskötseln dominerade i torrare områden. Industrin var främst inriktad på konsumtionsvaror. Då Eritrea styrdes av Italien respektive Etiopien fanns bevattnade plantager där grönsaker, frukt, bomull, sisal, bananer, tobak och kaffe odlades för att säljas på de växande stadsmarknaderna.
Men det långa självständighetskriget, och det efterföljande kriget med Etiopien, gjorde att den utvecklade jordbrukssektorn förstördes. Bland annat grävdes minor ner i ett område om 12 000 hektar i Debub och större delen av delregionen Lalai Gash i Gash Barka. I och med Etiopiens attack mot Eritrea i maj 2000 orsakades jordbruket förluster av boskap motsvarande 225 miljoner dollar.
I början av 2020-talet har jordbruket förändrats, nästan alla bönder håller även boskap och nästan alla pastoralister har även odlingar. De basprodukter som odlas är numera sorghum, hirs och ett inhemskt spannmål som heter teff. Hushållen håller i genomsnitt också mellan tre och fem får eller getter. Andra vanliga nyttodjur är nötkreatur, kameler, åsnor och hästar.
År 2021 beräknades nästan 80 procent av Eritreas befolkning vara engagerade i försörjningsjordbruk. Men jordbruket begränsas av den förstörda jordbruksmarken, återkommande torrperioder, jorderosion och platåns ojämna yta. Detta har lett till att befolkningen lider av matbrist. Dessutom störs jordbruksproduktionen av den stora andelen av arbetskraften som är bunden i militärtjänsten.

#### Energi och råvaror
En majoritet, 95 procent, av befolkningen i urbana områden hade tillgång till elektricitet  2019, på landsbygden var andelen 13 procent. Totalt hade då knappt hälften av landets befolkning tillgång till elektricitet. År 2016 rapporterades att 99 procent av all elektricitet genererades av fossila bränslen. Tidigare producerades all elektricitet av fossila bränslen. År 2012 började vindkraft och solenergi bli allt mer förekommande i Eritrea, speciellt i mindre byar. Den 8 april 2022 meddelade Afrikanska utvecklingsbanken (AfDB) att man skulle investera 5,5 miljoner dollar i förnybara energikällor i bland annat Eritrea.
Landet anses ha rika naturtillgångar, men dessa har inte utvunnits i någon större utsträckning. Till exempel finns 1,1 miljarder ton kaliumklorid i Danakal-depressionen, vilken är känd som en av världens hetaste platser. Tillgångarna av kaliumklorid är tillräckliga för att täcka minst 200 års produktion. Bland andra naturtillgångar kan nämnas avsevärda tillgångar av guld, zink, koppar och nickel, men också salt, fisk samt troliga tillgångar av olja och naturgas.

#### Industri
Under den tid då Eritrea styrdes av Italien byggdes en mindre tillverkningsindustri upp i landet. Uppbyggnaden av industrin gjorde att många eritreanska arbetare tillförskaffade sig kunskaper som senare gjorde det möjligt för dem att hitta arbete utomlands. Det långa självständighetskriget kom dock att skada den eritreanska tillverkningssektorn. Tillverkningsindustrin är, och var även under kolonialtiden, fokuserad på förädling av jordbruksprodukter, exempelvis livsmedel, öl, tobaksprodukter, textilier och läder. Industrin finns företrädesvis i och kring Asmara men även i och kring Massawa (som har ett cementverk), Keren och andra stadsområden. Vid Röda havets hamn Asseb fanns fram till  1997 ett petroleumraffinaderi som byggdes av Sovjetunionen för Etiopien.
Det finns få stora privata företag i Eritrea och de flesta verkar i samarbete med olika regeringspartner, inklusive ett antal stora internationella gruvföretag, som påbörjade sin brytning 2013. En stor anledning till 2018 års tillväxt av den eritreanska ekonomin var den nya guld- och silvergruvan Bisha, samt den nya cementfabriken i Massawa.

#### Tjänster och turism

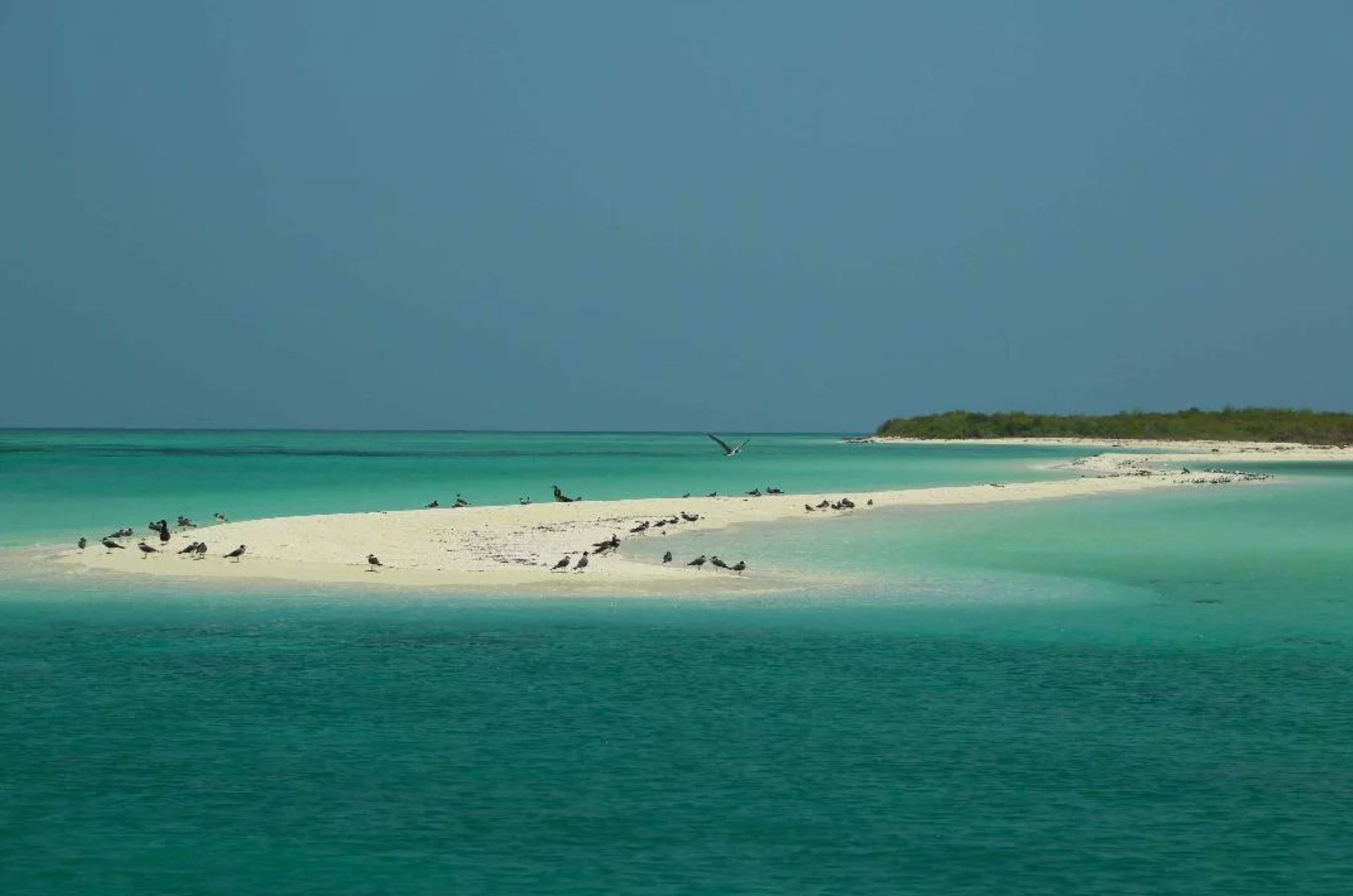
Madote Island, en av Eritreas över 200 öar

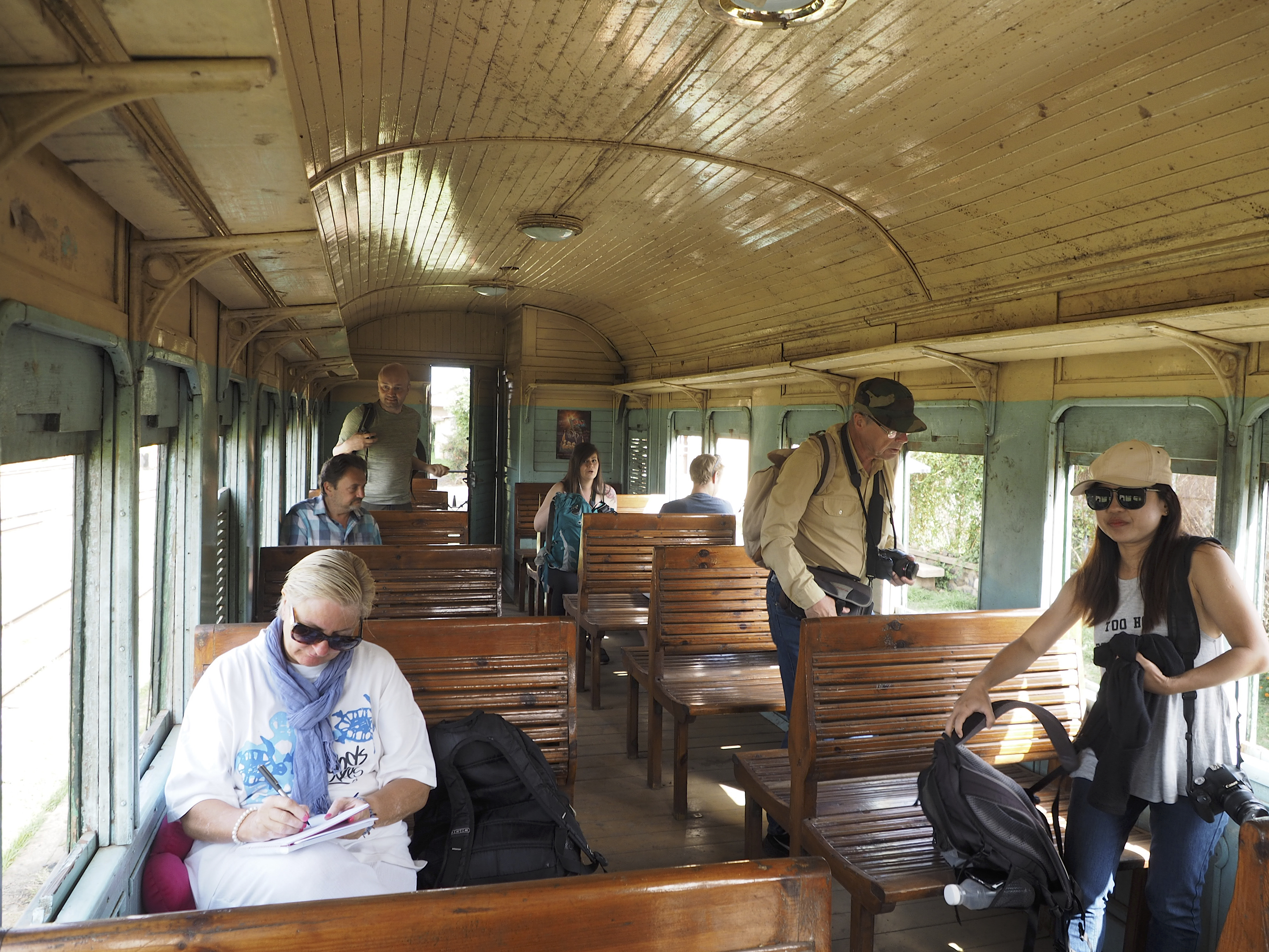
Turister på tågutflykt på den Eritreanska järnvägen

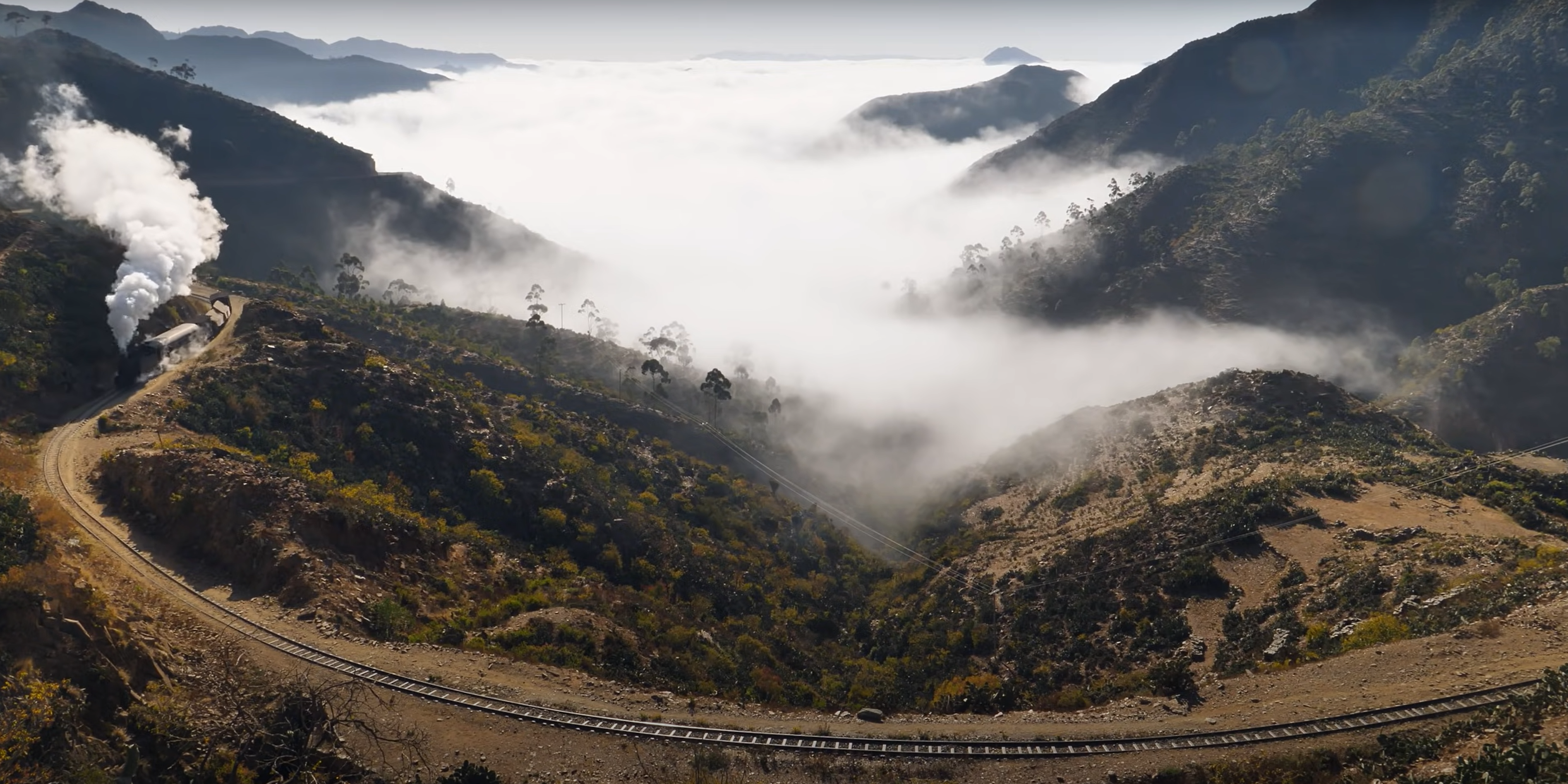
Ånglok på den Eritreanska järnvägen över molnen, mellan Asmara och Massawa

Eritrea är medlemsland i Världsturismorganisationen (UNWTO) och har genom organisationen fått stöd till att ta fram en översiktsplan för utveckling av turism (1994) samt institutionellt och kapacitetsutvecklande stöd (1994 och 2003).
Medlemskap i Unesco erhölls 2001 och den 8 juli 2017 blev hela huvudstaden Asmara listad som ett Unesco-världsarv. Staden har tusentals byggnader i futuristisk, Art déco och modernistisk stil som uppfördes under Eritreas italienska kolonialperiod. Staden med smeknamnet "La piccola Roma" ("Lilla Rom"), ligger 2350 meter över havet.
Byggnader som byggdes under denna tid omfattar operahus, teatrar, hotell, villor, biografer, fabriker mm. Några exempel är Asmaras operahus, Villa Roma, Eritreas nationalmuseum och St. Joseph-katedralen.
Enligt uppgifter från år 2015 var turismen till Eritrea kraftigt begränsad till den eritreanska diasporan. På senare tid har dock landet fått uppmärksamhet för landets turism, 2019 hamnade landet på National Geoghrapics "cool list" över bästa turistmål. Bland annat lyftes landets många öar, huvudstaden Asamara och landets vildmark upp som huvudmål. Det eritreanska flygbolaget Eritrean Airlines har inte tillåtits flyga utanför Eritrea på grund av säkerhetsbrister samt sanktioner, vilket gjort att internationella besökare förlitat sig på flygbolag som Ethiopian Airlines för att ta sig till landet.

### Handel
Eritrea är medlem i frihandelsorganisationen Common Market for Eastern and Southern Africa, COMESA, samt FN:s konferens om handel och utveckling, UNCTAD. Före kriget mot Etiopien i slutet på 1990-talet var Eritrea starkt beroende av handeln med Etiopien. Under kriget avbröts handeln och därefter har landet haft en stark betoning på självständighet och nationell kontroll över ekonomin.
Exporten är begränsad men viss export sker. Guld och andra mineraler, boskap, sorghum, textilier, livsmedel samt småindustritillverkningar var de viktigaste exportvarorna 2021. Majoriteten av exporten går till Kina, men ungefär en tredjedel av exporten går till Sydkorea. Eritrea är beroende av matimport, likväl som import av energi. Importen är jämnt fördelad (runt 14 procent per land) mellan länder som Förenade arabemiraten, Kina, Saudiarabien och Italien, därtill kommer ett antal länder med mindre andelar.

### Infrastruktur

#### Transporter
| Transportnät | Antal            | Kommentar                |
| ------------ | ---------------- | ------------------------ |
| Flygplatser  | 13 st (2021)     | 4 var asfalterade        |
| Järnväg      | 306 km (2018)    |                          |
| Vägnät       | 16 000 km (2018) | 1 600 km var asfalterade |
| Hamnar       | 2                |                          |

Under dess tid som en del av Etiopien var Eritrea landets mest välutvecklade region. Eritrea var särskilt betydelsefullt på grund av dess läge vid havet. Industri och infrastruktur (vägar, järnvägar, hamnar) byggdes ut av italienska kolonisatörer under 1900-talets första hälft.
I Eritrea finns två Internationella flygplatser, Asmara International Airport och Massawa International Airport. Flygplatsen i Asmara hade år 2022 direktflyg till sju orter i grannländerna och samma år gick flyg från flygplatsen i Massawa till en ort. Eritrea är medlem i Internationella civila luftfartsorganisationen, ICAO.
Större delen av den eritreanska järnvägen, som började byggas av italienska kolonialmakten år 1884, förstördes av de etiopiska trupperna under självständighetskriget. Järnvägen stängdes år 1975 och började restaureras efter att Eritrea blev självständigt. Under kriget med Etiopien i slutet av 1990-talet förstördes järnvägen ännu en gång, men den kunde tas i bruk igen i början av 2000-talet. De restaurerade ång- och dieselloken rullar fram i 19 km per timme och används till turiständamål.
Den eritreanska befolkningen har generellt mycket låg inkomst, vilket gjort att få har råd med bilar. Dessutom har långvariga FN-sanktioner begränsat tillgången till drivmedel vilket gjort att även kommunikationsmedel som bussar ofta varit lamslagna. Således har cykeln blivit ett mycket vanligt färdmedel.
Hamnar finns i Massawa och Assab. De har renoverats med stöd från Världsbanken på 30,3 miljoner dollar. Renoveringarna slutfördes år 2011 och inkluderade bland annat ökad kapacitet för lastning och utbyggnad av containerterminaler. Eritrea blev medlem i FN-organet Internationella sjöfartsorganisationen, IMO, år 1993.

#### Utbildning och forskning

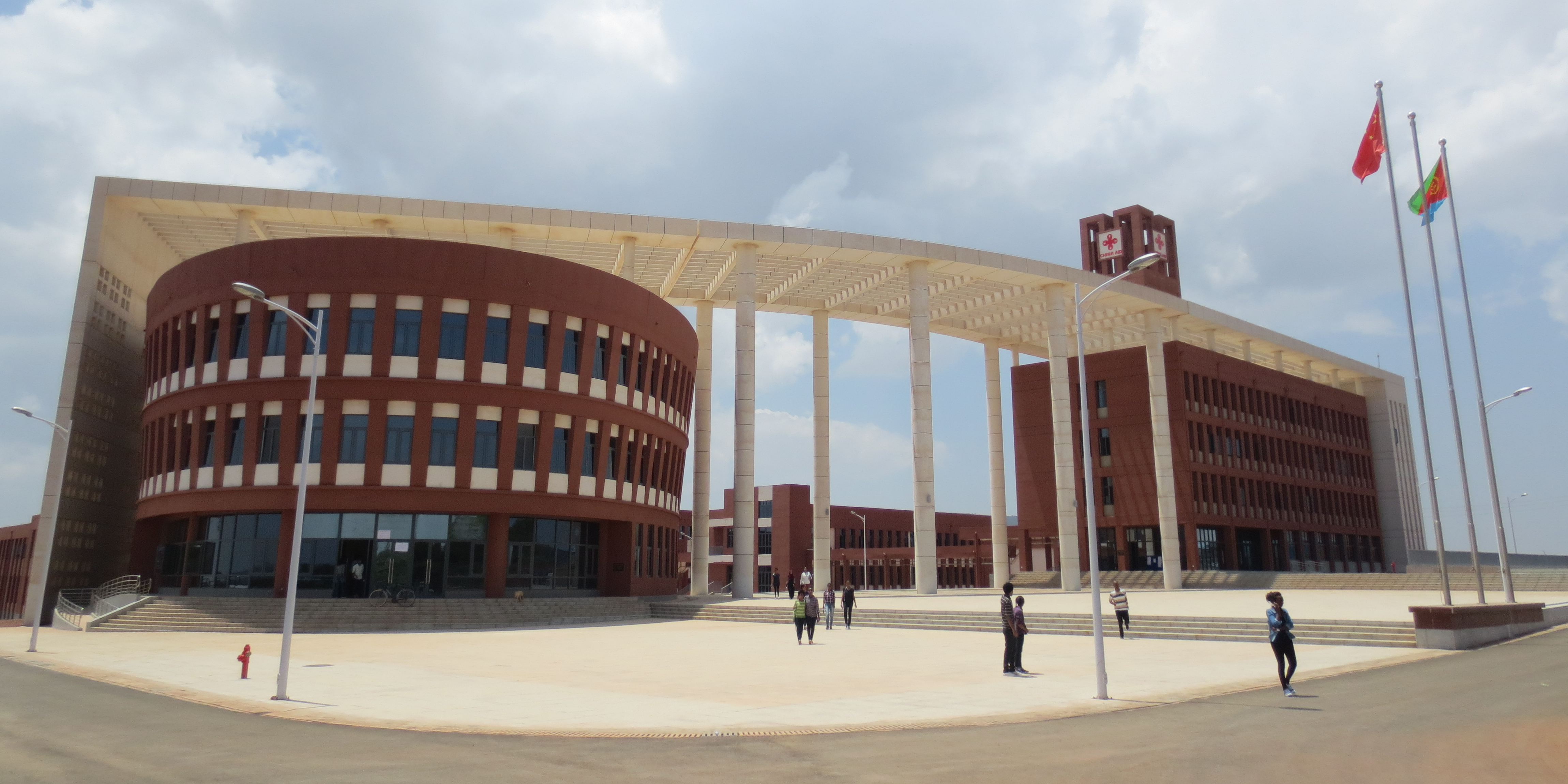
Eritreas tekniska högskola EIT (Eritrea Institute of Technology) utanför huvudstaden är en av landets främsta skolor för högre studier

Utbildning i Eritrea var år 2016 obligatorisk för barn i åldrarna 6 till 13 år. Men kostnader för skoluniform, skolböcker med mera gjorde att många barn inte gick i den obligatoriska skolan.
2016 fanns fem utbildningsnivåer i Eritrea: förskola, grundskola (8 år), mellannivåutbildning (motsvarighet till högstadium, 3 år), gymnasieskola (3 år), högskole- och universitetsutbildning (kandidatnivå 4/5 år, masternivå 2 år). Det fanns nästan 1 270 000 elever i grundskolan, mellannivåutbildningen och gymnasiet.
År 2008 fanns cirka 824 skolor och en del högskolor samt flera mindre yrkeshögskolor i landet. De två största skolorna för högre utbildning är Asmarauniversitetet och Eritrea Institute of Technology (EIT). År 2018 var andelen läs- och skrivkunniga 76,6 procent.

## Befolkning

### Demografi
Enligt World Factbook är befolkningen i Eritrea  6 274 796 (2023 est.). Någon folkräkning har aldrig hållits i landet. Därför finns heller inga tillförlitliga uppgifter angående befolkningsutvecklingen och uppgifterna varierar kraftigt.

#### Minoriteter
Tigrinja är ett ortodoxt kristet folkslag som utgör hälften av landets befolkning och har varit det politiskt och ekonomiskt dominerande folket i landet. De är företrädesvis bosatta i centrala Eritrea och andra delar av landet. De talar språket med samma namn, tigrinja.
Folkgruppen tigreaner utgör ungefär en tredjedel av befolkningen. De är företrädesvis bosatta i nordvästra Eritrea men finns också i Sudan och talar språket tigre. De flesta är kristna, men en del har anammat islam. De livnär sig på jordbruk.
Kunama- och nara utgör fyra respektive två procent av befolkningen. De tros vara de första folkgrupper som bosatte sig i området som nu utgör Eritrea. Kunamafolket var ursprungligen nomader men är numer bofasta jordbrukare och pastoralister. Narafolket är företrädesvis jordbrukare, men sysselsätter sig också med vävning, jakt och handel som komplement. De två grupperna är utsatta för social stigmatisering av majoritetsbefolkningen.
Bland de mindre folkgrupperna återfinns även saho och afar som båda, var för sig, utgjorde ungefär fyra procent av befolkningen (totalt åtta procent). Övriga folkgrupper är bilen (3 procent), hedareb/beja (2 procent), och rashaida (1 procent).

#### Migration
Eritrea hade i mitten av 2010-talet en period av stor utvandring. Under 2015 sökte 47 025 personer asyl i Europa och 35 945 sökte sig till Etiopien, vilket var en dramatisk ökning från 2013.
Många år av obligatorisk militärtjänstgöring, arbetslöshet, tortyr, mord och förföljelse drev tusentals eritreaner att riskera sina liv genom att fly landet genom Sudan till Libyen och betala människosmugglare för att kunna genomföra den ofta livsfarliga färden över Medelhavet till Europa. En del tar sig till över gränsen till Etiopien. Personer i Sverige födda i Eritrea uppgick år 2021 till 48 278, då räknas endast de som är födda i Eritrea efter att landet blev självständigt.

### Språk
I Eritrea talas nio inhemska erkända språk av nio olika folkgrupper, vilka är Tigrinska, Tigre, Kunama, Nara, Bilen, Beja, Afar, Saho, Rashaida varav tigrinska är det största språket. Utöver dessa språk används Tigrinja, Engelska, Arabiska och Italienska inom inhemsk kommunikation, handel och kommers. Engelska är språket för högre utbildning.
Befolkningen i höglandet är kristen och talar tigrinska (besläktad med amhariskan i Etiopien), men språket talas över hela landet och är det största språket. I de västra delarna av landet talas kunama och nara. I de södra och östra delarna av landet talas bland annat bilen och afar.

### Religion

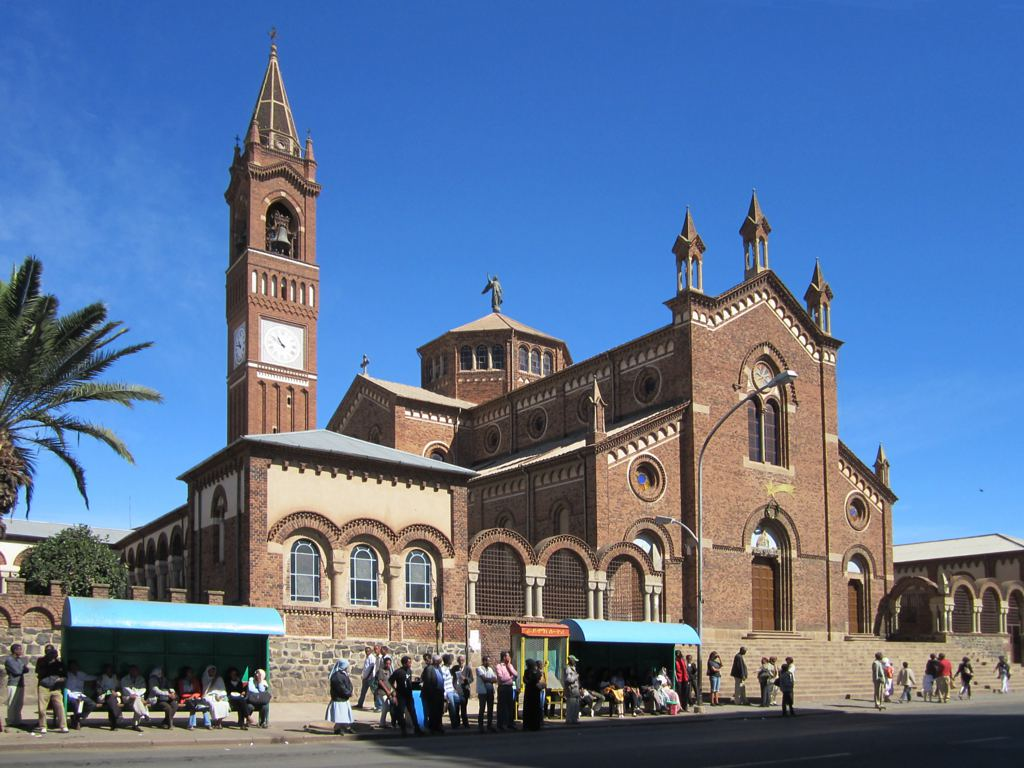
St. Joseph-katedralen i huvudstaden Asmara.

Sedan 2002 erkänner Eritreanska staten endast de fyra "historiska" samfunden: islam, eritreansk-ortodoxa kyrkan, katolska kyrkan samt evangeliska kyrkan. Eritreanska staten kräver att andra religioner ansöker om tillstånd för att kunna praktiseras fritt i landet. De som inte lyder förföljs och straffas hårt av staten eller tvingas fly landet.
År 2022 uppskattade USA:s utrikesdepartement med referens till Pew Research Center andelen kristna till 63 %, andelen muslimer till 36 % och övriga inriktningar till 1 %. År 2009 uppskattades andelen koptiskt kristna till omkring 30 %, katoliker till omkring 13 %, och andelen utövare av naturreligioner till omkring 2 %. Cirka 5 % av befolkningen uppskattades tillhöra andra samfund, dessa var exempelvis protestanter, sjundedagsadventister, Jehovas vittnen, buddhister, hinduer och Bahá'í.
Majoriteten av den kristna befolkningen tillhör den Eritreansk-ortodoxa kyrkan (Eritrean Orthodox Tewahedo Church). Den Eritreansk-ortodoxa kyrkan blev självständig från den koptiska påven i Alexandria år 1998. Protestantiska (och icke-kristna samfund som Bahá'í) etablerades i landet under 1960-talet, bland annat av amerikanska missionärer. Exempel på detta är Faith Mission, sjundedagsadventister, Jehovas vittnen. Katoliker utgör en minoritet och protestanter, som pingstvänner och lutheraner, utgör den minsta kristna minoriteten.
Kristendomen är den första världsreligionen och kom till Eritrea på 300-talet. Islam kom till Eritrea i samband med att Arabiska halvön blev muslimskt på 600-talet och andra trosbekännelser fördrevs av muslimska makter på Afrikas horns lågland. Dock dröjde det till 1600-talet innan Islam fick större spridning. Eritreas muslimer är uteslutande sunniter. Islam utövas av, nästintill, alla människor som är bosatta på landets östra kust och västra slätten liksom den nordligaste delen av Eritrea. Nästintill samtliga pastoralister utövar islam, medan kultiverarna i huvudsak utövar kristendom. Men Islam finns representerat i samtliga eritreanska städer, i synnerhet bland de människor som sysselsätter sig med handel.
Animism förekommer bland Kunama-folket. Hur många som utövar animism är dock oklart.

### Hälsa

#### Psykisk hälsa
Det har gjorts få studier om den psykiska hälsan i Eritrea, men slutsatsen är att den psykiska ohälsan ökat och att det är den största orsaken till funktionshinder, samsjuklighet och dödlighet. Enligt en undersökning som gjordes år 2014 led 14,5 procent av befolkningen av psykisk sjukdom. De vanligaste sjukdomarna var depression- och ångestsjukdomar, men många led också av posttraumatiskt stressyndrom som en följd av det långa kriget. Mellan 30- och 40 000 barn beräknades leva med psykiska funktionshinder. Antalet suicid uppgick i mitten av 2010-talet till 7,9 per 100 000 invånare. Vilket kan jämföras med Sverige där motsvarande siffra år 2020 var 14.

#### Fysisk hälsa
De vanligaste sjukdomarna som förebyggs med vacciner har i princip eliminerats, däribland stelkramp och mässling. Förekomsten av mässling minskade med 90 procent från 1991 till 2018. Inga fall av polio har rapporterats sedan 2006. Eritrea har certifierats som fri från Dracunculiasis (guineamask). Malaria förebyggs och behandling för tuberkulos har varit framgångsrik. Man har introducerat vaccin mot rotavirus och lunginflammation i vaccinationsprogrammet. Icke-smittsamma sjukdomar såsom högt blodtryck, diabetes, kardiovaskulära sjukdomar, kroniska obstruktiva lungsjukdomar och cancer har ökat.
De vanligaste dödsorsakerna i Eritrea, enligt uppgifter från år 2019, var nedre luftvägsinfektioner, följt av stroke och diarrésjukdomar. Hiv och aids nådde de högsta nivåerna år 2003, med 20 000 smittade, men har därefter varit stadigt minskande. År 2020 beräknades antalet nya smittade vara färre än 500. År 2018 hade 75 procent av de smittade tillgång till hivläkemedel.
Under åren 2002 till 2010 steg andelen underviktiga barn under fem år från 34,3 procent till 39,4 procent. Undernäring kvarstod 2018 som ett av landets största folkhälsoproblem.

## Kultur

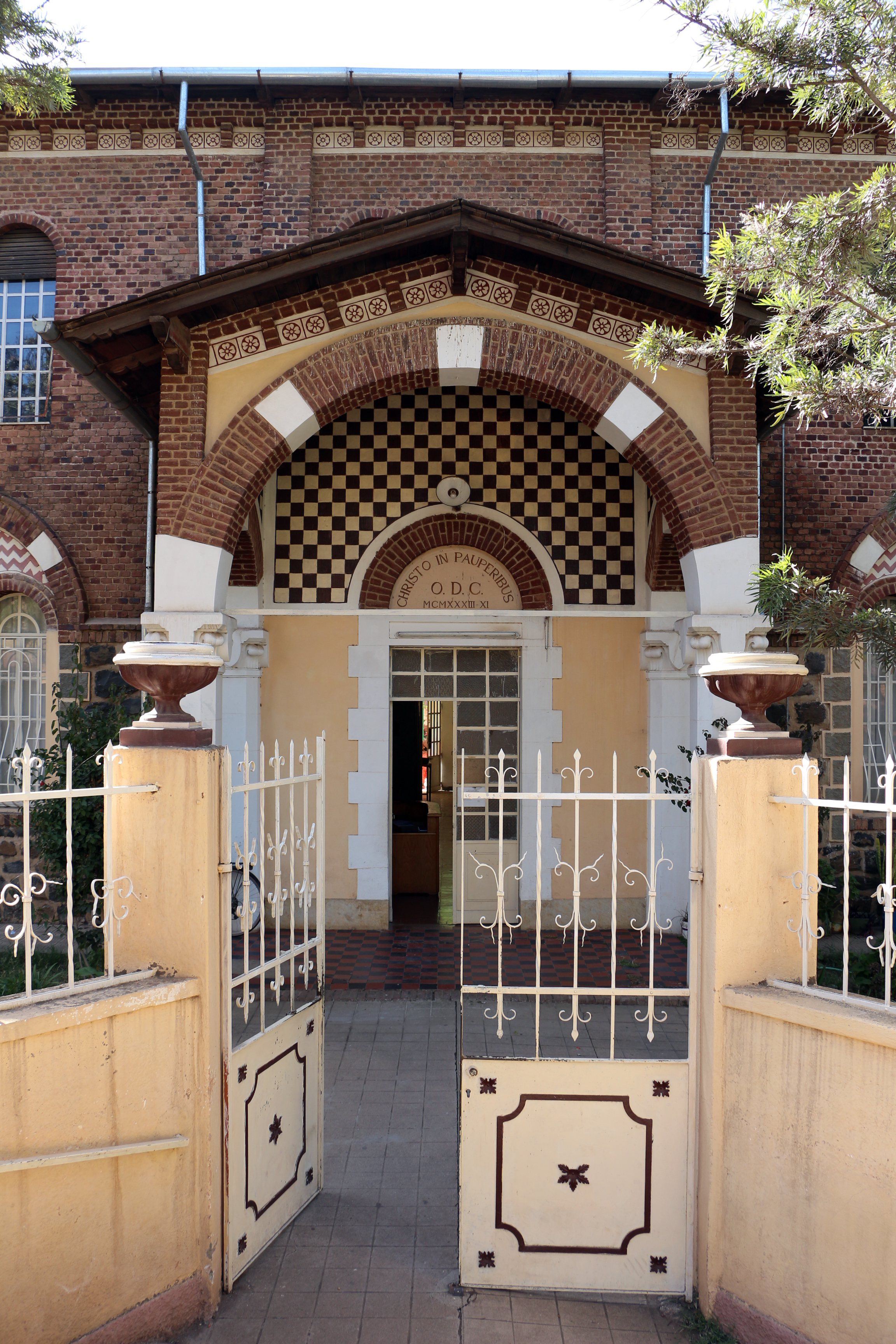
Eritreanska nationalmuseet i huvudstaden Asmara, är en av tusentals byggnader som är listat på Unescos världsarvlista.

### Massmedier

#### Press och förlag
Fram till år 2001 fanns ett fåtal självständiga tidningar i Eritrea. Men en vecka efter 11 september-attackerna i USA år 2001 utnyttjade president Afewerki uppståndelsen som uppstått efter attackerna till att helt förbjuda fria medier i Eritrea. I samband med att förbudet infördes fängslade den eritreanska staten ett okänt antal journalister, varav en var den eritreansk-svenske Dawit Isaak. Sedan dess ges två statliga tidningar ut; Hadas Eritrea som ges ut tre gånger i veckan samt Eritrea Profile en veckotidning som ges ut på engelska. Dessa publicerar statlig propaganda.
Arnaud Froger, chef för Reportrar utan gränsers Afrikaenhet beskriver "Eritrea är fortfarande, tjugo år efter att diktaturen infördes, en nyhets- och informationsöken där journalister systematiskt grips, torteras och tvingas gömma sig eller fly. Det är en nästan unik situation i världen, resultatet av en lagföring som likt ett rovdjur om och om igen trampar på och tuggar sig igenom allt vad mänsklig värdighet heter".

#### Radio och television
Det finns två radiostationer, Voice of the Broad Masses of Eritrea (Dimtsi Hafash) och Zara FM, båda är statliga. Dimtsi Hafash har två kanaler och sänder på nio språk. Zara FM är en musikkanal. Förutom de inhemska statliga kanalerna nås invånarna också av den Paris-baserade eritreanska kanalen Radio Erena, vilken stöttas av Reportrar utan gränser. Sedan Eritrea blev självständigt har eritreanska staten haft monopol på alla tv-sändningar.

### Konstarter

#### Musik och dans

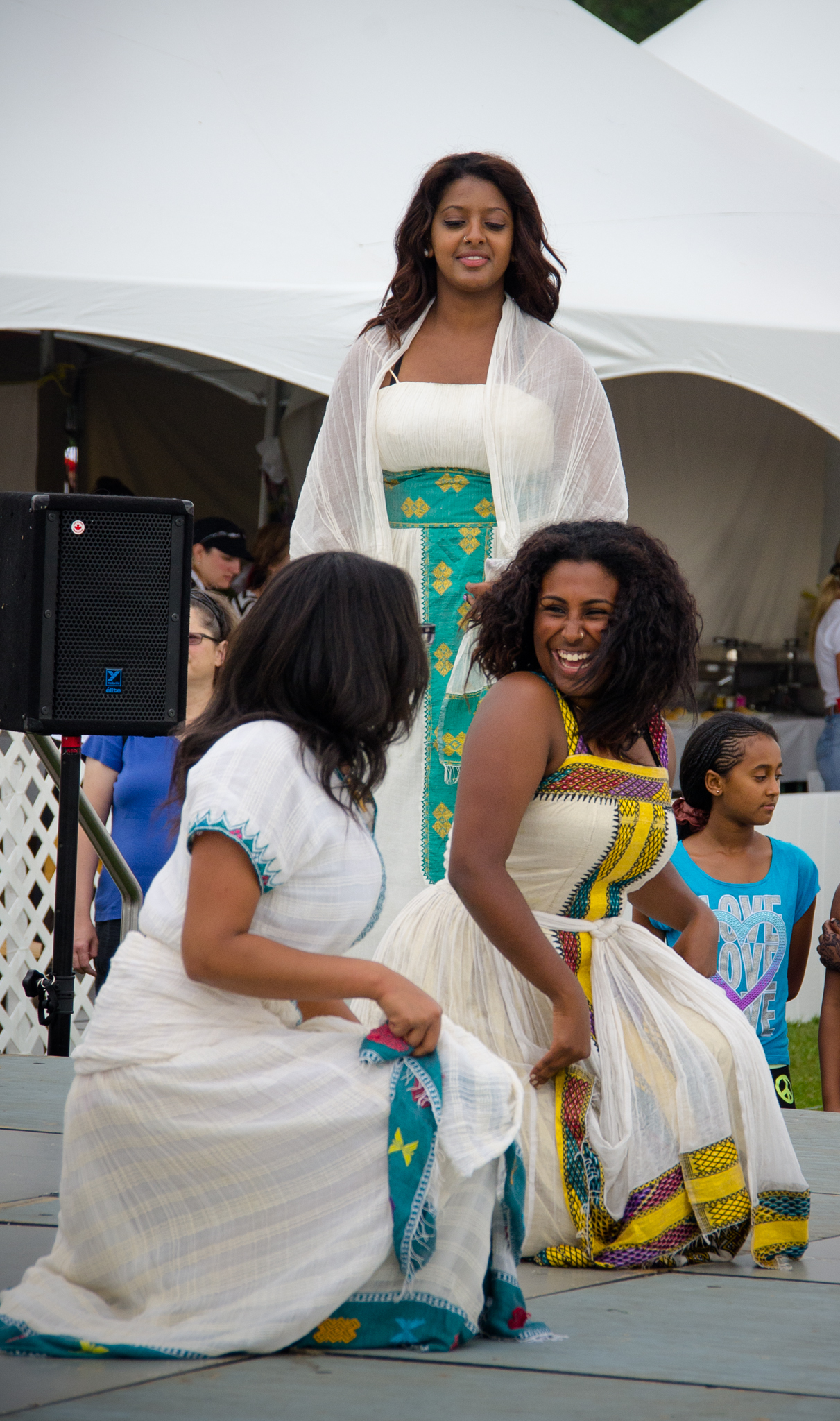
En traditionell Eritreansk dans i traditionella kläder.

Den traditionella musiken varierar mellan de olika folk- och språkgrupperna. Till de viktigaste instrumenten hör lyrinstrumenten krar och begena, trummorna kebero och negarit, det ensträngade stråkinstrumentet chira wata och blåsinstrumenten embelta och shambeqo. Traditionell festmusik är guayla.Under frihetskampen var musiken viktig, och nationalism och kärlek för hemlandet var det dominerande musikaliska temat. Under frihetskampen lades grunden till den moderna eritreanska musiken, där orkestern Mahber Theatre Asmara, hade en viktig roll.
Bland landets mer kända artister återfinns Tsehaytu Beraki och Bereket Mengisteab som båda framförde musik i genren guayla, och Yemane Baria (egentligen Yemane Ghebremichael), Abraham Afewerki, Helen Meles och Dehab Faytinga.

### Traditioner

#### Matkultur
Kulturen i Eritrea har till stor del formats av landets läge vid Röda havets kust. En typisk maträtt i det eritreanska köket är injera tillsammans med en kryddig gryta (tzebhi) som ofta innehåller nötkött, kyckling eller vegetariska rätter. En annan typisk del av den eritreanska matkulturen är det traditionella kaffet med dess kaffeceremonier.

### Sport

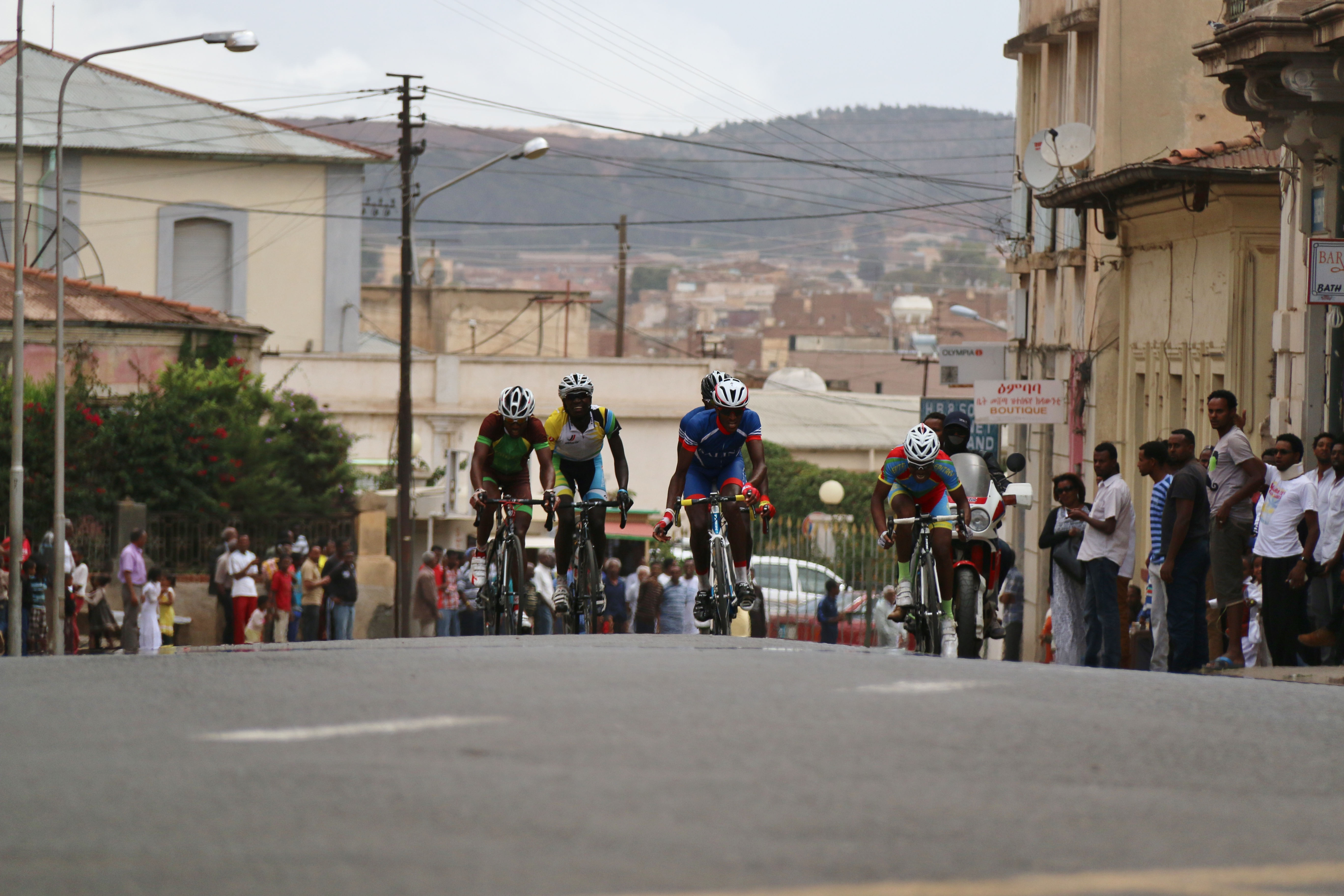
Cykeltävlingen Tour of Asmara i Eritrea.

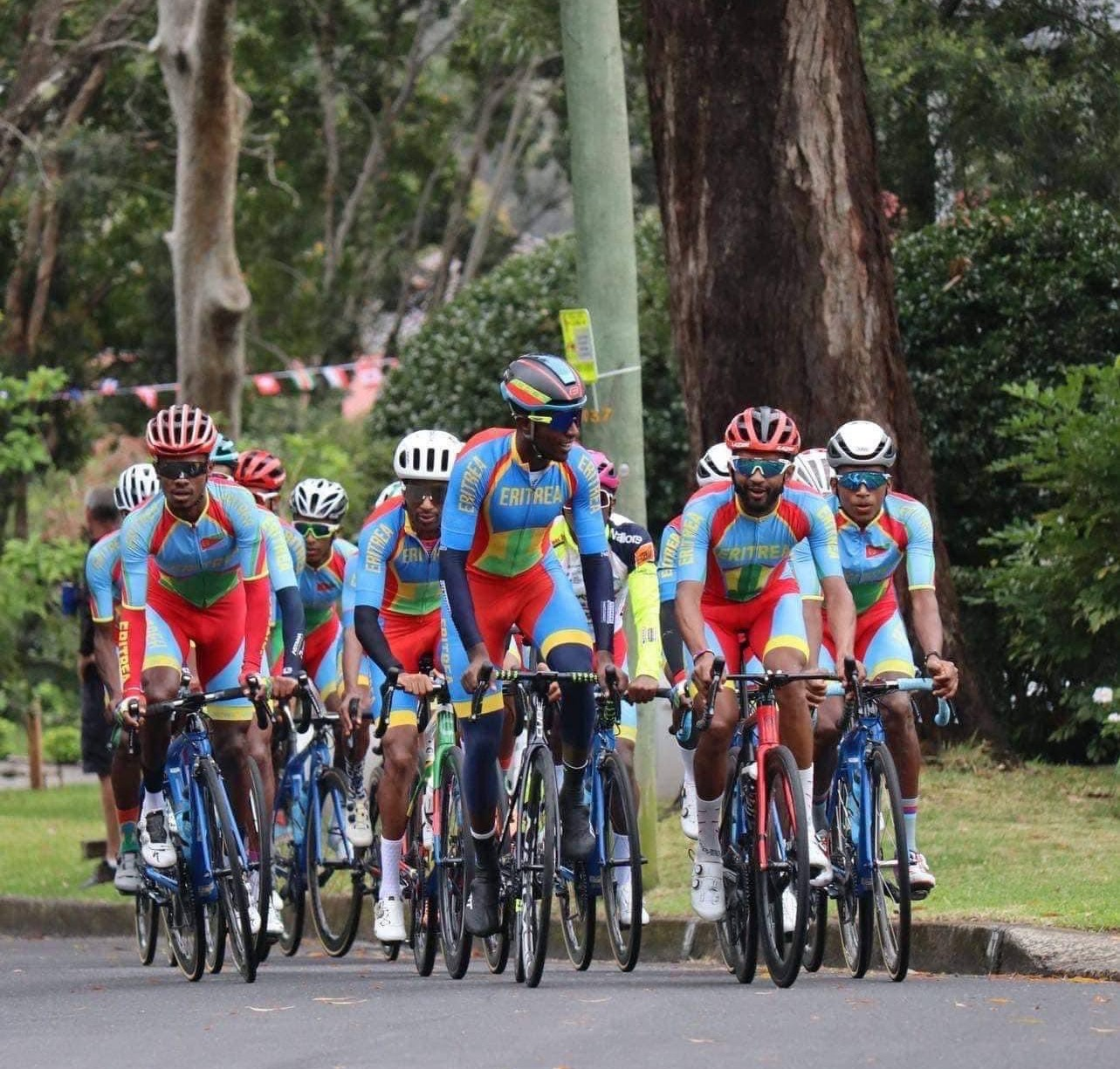
Eritrea herrlandslag i cykling rankade på plats 1 i Afrika och 16 i världen april 2023

#### Fotboll
Fotboll introducerades av italienarna under kolonialtiden och har kommit att bli en av landets mest populära sporter. Fotbollslandslaget har blivit känt under namnet Red Sea Boys och har sin nationalarena i Denden Stadium. Arenan har konstgräs och plats för 10 000 åskådare. En annan större arena är multiarenan Cicero stadium, även den med konstgräs, med plats för 20 000 åskådare, som byggdes år 1958 inför värdskapet för Afrikanska mästerskapen i fotboll.
Samtliga fotbollsklubbar i Eritrea kontrolleras av regeringen och eventuella erbjudanden om att spela för utländska klubbar ska också godkännas av denna, vilket den inte gör. Fotbollsspelare från Eritrea måste därför först fly från landet för att kunna spela för utländska klubbar. Fotbollslandslaget har haft stora problem under 2010-talet med att spelare från landslaget hoppat av under pågående turneringar i utlandet och istället sökt asyl i värdlandet. I Fifas världsranking för herrar år 2023 låg Eritrea på plats 200 

#### Cykling
Eritrea är Afrikas främsta cykelnation, både på herrsidan och damsidan och rankas som en av världens 30 främsta cykelnationer. Cykling har varit en populär sport sedan kolonialtiden i början av 1900-talet. Det eritreanska landslaget har vunnit Afrikanska mästerskapen i cykling många år i rad, både för herrar och damer. Herrarna har vunnit Afrikanska mästerskapen i cykling åtta gånger mellan åren 2010 och 2022 och damerna har vunnit guld åren 2013, 2015 och senast 2019. Internationellt deltagande i cykeltävlingar har uppmuntrats av den eritreanska presidenten och i början av 2010-talet blev Daniel Teklehaimanot och Merhawi Kudus de första svarta afrikanerna att delta i Tour de France och samma år fick Daniel Teklahaimanot bära polkatröjan, som bärs av den bästa bestigaren. 2021 blev Biniam Ghirmay den första svarta afrikanen att ta hem en silvermedalj i VM i cykling, samt vinna en etapp i en stor cykel tour Giro d’Italia. 2020 i Toky blev professionella cyklisten Mosana Debesay den första Afrikanska kvinnan att delta i Cykel OS, Mosana är sedan tidigare flerfaldig Afrikansk mästare i flera cykelgrenar. Ett tjogotal cyklister både på herrsidan och damsidan skrivit professionella kontrakt stora stall.

#### Olympiska spelen
Eritrea blev medlem i Internationella olympiska kommittén år 1999 och året därpå deltog Eritrea för första gången i sommar-OS vid olympiska sommarspelen 2000 i Australien. Dess första medalj kom vid olympiska sommarspelen 2004 i Grekland då Zersenay Tadese sprang hem en bronsmedalj i 10 000-metersloppet. Shannon-Ogbani Abeda, född och uppvuxen i Kanada med eritreanska föräldrar, representerade Eritrea när landet för första gången deltog i vinter-OS. Detta vid olympiska vinterspelen 2018 i Sydkorea. Abeda tävlade i storslalom och slutade på plats 61.

## Internationella rankningar
| Organisation                                | Undersökning                   | Bedömning                               | Rankning   |
| ------------------------------------------- | ------------------------------ | --------------------------------------- | ---------- |
| Heritage Foundation/The Wall Street Journal | Ekonomisk frihet-index 2016    | 38,9 (Repressed)                        | 177 av 180 |
| Reportrar utan gränser                      | World Press Freedom Index 2019 | 80,26 (0 är bäst)                       | 178 av 180 |
| Transparency International                  | Korruptionsindex 2018          | 24 (0 väldigt korrupt–100 väldigt rent) | 157 av 180 |
| FN:s utvecklingsprogram                     | Human Development Index 2018   | 0,434 – low human development           | 182 av 189 |